# Liêu Thánh Tông
Liêu Thánh Tông (chữ Hán: 遼聖宗; 972 - 1031), tên thật theo Hán danh là Long Tự (隆绪) và tên Khiết Đan là Văn Thù Nô (文殊奴), là vị Hoàng đế thứ sáu thuộc dòng họ Gia Luật (耶律氏) của nhà Liêu trong lịch sử Trung Quốc. Là con của Liêu Cảnh Tông, ông kế vị vua cha năm 982 khi mới 12 tuổi, nên mẹ ông là Thái hậu Tiêu Xước nắm thực quyền, và cai trị đất nước mạnh mẽ.
Trong thời gian ông cai trị Liêu là một quốc gia hết sức hùng mạnh. Ông có đưa quân đi đánh nhà Tống và cuối cùng đã bắt Tống Chân Tông phải ký hòa ước Thiền Uyên.

## Chinh phục Định An Quốc
Liêu Thánh Tông kế vị cha mình là Liêu Cảnh Tông khi ông 12 tuổi vào năm 982. Khi ông còn quá nhỏ để cai trị vào thời điểm đó, mẹ ông là Thái hậu Tiêu Xước trở thành người nhiếp chính. Bà ta phong cho Hàn Đức Nhượng làm Tổng túc vệ sự. Ông ta càng được Tiêu thái hậu sủng nhiệm. Tiêu thái hậu đổi tên nước trở lại là Đại Khiết Đan như cũ (tuy nhiên trên phương diện ngoại giao thì vẫn dùng tên nước là Đại Liêu), tiến hành một loạt cải cách, phát triển đất nước.
Năm Thống Hòa thứ 1 (983), Liêu Thánh Tông suất quần thần phong tôn hiệu cho Thái hậu Tiêu Xước là "Thừa Thiên hoàng thái hậu". Hàn Đức Nhượng được Tiêu thái hậu gia phong thành Khai phủ nghi đồng tam tư, kiêm Chính sự lệnh. Tháng 12 năm Thống Hoà thứ 1 (983), Tiêu thái hậu hạ lệnh rằng người bị kết án nếu thấy oan uổng có thể đến thẳng ngự sử đài thượng tố.
Tháng 4 năm Thống Hòa thứ 2 (984), từ mùng một đến cuối tháng, cùng với tháng 6 năm sau (985), Tiêu thái hậu đã tự mình thẩm quyết các vụ án tồn đọng. Trước đó, nhà Liêu quy định rằng nếu người Khiết Đan và người Hán phát sinh tranh chấp thì người Hán bị trách phạt nặng hơn, Tiêu thái hậu đã đổi thành người Khiết Đan và người Hán nếu cùng tội thì phải chịu hình phạt như nhau, điều chỉnh quan hệ giữa hai tộc. Được biết đến với những kỹ năng tuyệt vời trong quản lý dân sự, Tiêu thái hậu sẽ giữ được ảnh hưởng lớn cho đến khi bà qua đời.
Cùng năm 985, Hàn Đức Nhượng trở thành chính trị gia kiêm Thừa tướng nhà Liêu. Từ đó Hàn Đức Nhượng đóng vai trò quan trọng trong việc ra quyết định và ổn định tình hình chính trị trong những năm đầu của vua Liêu Thánh Tông.

Định An Quốc

Khi đó hậu duệ của vương quốc Bột Hải (quốc gia kình địch của của nhà Liêu) là Định An Quốc (đời vua Ô Huyền Minh) vẫn đang tồn tại trong lãnh thổ cũ của vương quốc Bột Hải. Điều đó khiến cho nhà Liêu e ngại về việc người Bột Hải của quốc gia này sẽ gây họa phía sau cho họ.
Trong năm 985 Thái hậu Tiêu Xước phái quân Khiết Đan chinh phục Định An Quốc (đời vua Ô Huyền Minh). Tuy nhiên quân Khiết Đan đã bị quân Định An Quốc đánh bại. Không thể trừ khử mối đe dọa, nhà Liêu quyết định dựng nên ba pháo đài với quân đồn trú ở khu vực thung lũng sông Áp Lục.
Biết được sức mạnh quân sự của nhà Tống (đời vua Tống Thái Tông) yếu hơn so với nhà Liêu (đời vua Liêu Thánh Tông) và thường thua trận trước họ, cùng năm 985, vua Ô Huyền Minh của Định An Quốc cử sứ giả đến Cao Ly (đời vua Cao Ly Thành Tông) và cầu cứu. Nhưng vua Cao Ly Thành Tông đã từ chối lời đề nghị đó và đã dùng vũ lực đuổi sứ giả Định An Quốc ra ngoài hoàng cung.
Tháng 12 năm 985 Thái hậu Tiêu Xước lại phái quân Khiết Đan chinh phục Định An Quốc (đời vua Ô Huyền Minh). Thành Phù Châu (nay là Khai Nguyên, Liêu Ninh, Trung Quốc), thành Hà Châu (nay là Hoa Điện, Cát Lâm, Trung Quốc) và thành Nô Châu (nay là Thông Hóa, Cát Lâm, Trung Quốc) của Định An Quốc nhanh chóng bị quân Khiết Đan đánh hạ.
Nhân dân Bột Hải trong lãnh thổ Định An Quốc đều không thần phục vua Ô Huyền Minh (do Ô Huyền Minh từng làm binh biến lớn cướp ngôi vua của vua Liệt Vạn Hoa vào 10 năm trước) nên họ đã quy hàng và dẫn dắt quân Khiết Đan công hạ kinh đô Tây Kinh (nay là Lâm Giang, Cát Lâm, Trung Quốc) của Định An Quốc. Kinh đô Tây Kinh thất thủ vào tháng 1 năm 986. Nhân dân Bột Hải dẫn quân Khiết Đan đi bắt vua Ô Huyền Minh. Định An Quốc bị sụp đổ và bị sáp nhập vào lãnh thổ nhà Liêu.
Mặc dù Định An Quốc chính thức thất thủ vào năm 986, nhưng các ghi chép cho thấy cuộc kháng chiến của người Bột Hải chống lại nhà Liêu vẫn tiếp tục ở vùng phía tây, bất chấp sự sụp đổ của nhà nước Định An Quốc và nhà Liêu phải thiết lập ba tiền đồn quân sự ở hạ lưu sông Áp Lục khi họ chính thức sáp nhập tàn dư Định An Quốc vào năm 991.
Tuy nhiên tàn dư cuối cùng của cuộc kháng chiến của người Bột Hải từ Định An Quốc trước đây thật sự bị nhà Liêu tiêu diệt sạch sẽ vào năm 999. Người Bột Hải tiếp tục di cư đến Cao Ly (đời vua Cao Ly Mục Tông). Việc này đã đe dọa đến Cao Ly.
Crossley tin rằng theo ghi chép của Cao Ly, những người tị nạn Bột Hải chỉ đến Cao Ly theo nhóm từ vài trăm đến vài nghìn người. Crossley gợi ý rằng tổng số người Bột Hải đến Cao Ly không thể nhiều hơn 100.000, trong khi hàng triệu người Bột Hải vẫn ở trong các vùng lãnh thổ do nhà Liêu kiểm soát. Theo Crossley, cũng không rõ liệu họ ở lại, quay lại Bột Hải hay chuyển đi nơi khác như nhà Tống hay Nhật Bản. Theo Kim, giữa thế kỷ 10 và 11, 30.000 hộ gia đình Bột Hải (hơn 100.000 người Bột Hải) đã di cư đến Cao Ly, 94.000 hộ gia đình địa phương (470.000 cư dân Bột Hải) bị người Liêu trục xuất và chỉ có 20.000 gia đình Bột Hải sống ở vùng lãnh thổ cũ của vương quốc Bột Hải, một con số nhỏ hơn đáng kể so với những người di cư đến Cao Ly. Các nhà sử học Triều Tiên và Hàn Quốc thường ước tính có khoảng 100.000 đến 200.000 người Bột Hải đã chạy trốn khỏi lãnh thổ cũ của Bột Hải để đến Cao Ly. Giáo sư sử học Park Jong-gi ước tính rằng có 120.600 người Bột Hải đã chạy trốn khỏi lãnh thổ cũ của Bột Hải để đến Cao Ly, và riêng họ đã chiếm khoảng 6,3% trong tổng số khoảng 2 triệu dân Cao Ly thời kỳ đầu của Cao Ly.

## Xung đột phía đông và phía tây
Năm 990, Liêu Thánh Tông đem một cô gái họ Tiêu (gọi là Tiêu thị) thuộc vương tộc Bột Hải (cháu gái của hoàng gia Bột Hải) gả cho em trai mình là Gia Luật Long Khánh (耶律隆庆). Sang năm 991, Tiêu thị đó đã hạ sinh Gia Luật Tông Giáo (991 - 1053). Gia Luật Tông Giáo trở thành một tướng Liêu mang hai dòng máu hoàng gia Bột Hải và hoàng gia Khiết Đan.
Sau khi chồng là Gia Luật Yểm Triệt Cát qua đời, Tề vương thái phi Tiêu Hòa Hãn (trưởng tỉ của Tiêu Xước) kết hôn với Han Yu, tuy nhiên, Han Yu qua đời vào năm 987. Năm 994 Tề vương thái phi Tiêu Hòa Hãn trở thành tổng chỉ huy lực lượng viễn chinh của nhà Liêu chống lại các bộ lạc biên giới ở phía tây và lãnh đạo quân đội của mình trong chiến dịch chống lại người Đảng Hạng, nơi bà ta được ghi nhận là người thành lập của thành phố phía tây bắc Kodun.
Vương quốc Hậu Bột Hải của vương tộc họ Đại tại thành Hốt Hãn (nay là Ninh An, Hắc Long Giang, Trung Quốc) thuộc Long Tuyền phủ vẫn duy trì tồn tại cho đến tận năm 994 thì bị một thuộc tướng có nguồn gốc từ vương quốc Yên Pha tên là Ô Chiêu Đạc (烏昭度, Oh So-do) lật đổ, đổi quốc hiệu sang Ô Nha (올야, 兀惹, Olya). Kinh thành Hốt Hãn trở thành kinh thành Ô Xá của vương quốc Ô Nha. Sang năm 996, vương quốc Ô Nha (đời vua Ô Chiêu Đạc) trở thành quốc gia chư hầu của nhà Liêu (đời vua Liêu Thánh Tông). Sau đó vua Ô Chiêu Đạc mất, con là Ô Chiêu Khánh (烏昭慶, Oh So-gyeong) lên kế vị ngôi vua. Từ năm 1004 đến năm 1022 người Nữ Chân và người Thiết Lợi Mạt Hạt đã bắt bớ những người dân Bột Hải của vương quốc Ô Nha và cống nạp hết mình cho nhà Liêu (đời vua Liêu Thánh Tông), khiến cho vương quốc Ô Nha bị suy yếu nhanh chóng do thiếu con người làm việc, thiếu nhân lực lao động. Cùng năm 1022 vua Ô Chiêu Khánh mất, dòng họ Ô tiếp tục cai trị vương quốc Ô Nha cho đến năm 1114 thì bị bộ tộc Nữ Chân (đời thủ lĩnh Hoàn Nhan A Cốt Đả) tiêu diệt và bị sáp nhập vào bộ tộc Nữ Chân.

## Giao tranh với Bắc Tống
Năm Thống Hòa nguyên niên (982), Tiêu thái hậu lệnh 10 vạn quân Liêu tái xâm phạm Nhạn Môn Quan của nhà Tống. Quân Liêu bị phụ tử Dương Nghiệp và Dương Diên Lãng đánh cho đại bại, lại còn bị họ chinh phạt khắp vùng Sơn Tây. Tiêu thái hậu buộc phải từ bỏ ý định nam xâm.
Năm Thống Hòa thứ 4 (986), vua Tống Thái Tông của nhà Tống thấy nhà Liêu có hoàng thượng nhỏ tuổi và thái hậu nhiếp chính, vì thế đã phái quân Bắc phạt vào kinh đô phía nam của triều đại Liêu (Bắc Kinh ngày nay) để thu phục Yên Vân thập lục châu mà Thạch Kính Đường từng dâng cho người Khiết Đan khi xưa. Tháng 1 năm 986, Tống Thái Tông bàn việc bắc chinh, cử Tào Bân, Thôi Ngạn Tiến, đưa quân ra Hùng châu gọi là quân Đông lộ; Điền Trọng Tiến đánh Phi Hồ là quân trung lộ; Phan Mĩ, Dương Nghiệp đánh Nhạn Môn gọi là quân Tây lộ, sử xưng là Ung Hi bắc phạt. Quân Tống phân làm 3 lộ để đến ba địa điểm chiến lược khác cách tiếp cận thủ đô phía Nam của nhà Liêu. Theo đó thì Đông lộ công U châu, Trung lộ công Uý châu, Tây lộ công Vân châu và Sóc châu; trong đó danh tướng Dương Nghiệp nằm trong Tây lộ. Thái hậu Tiêu Xước lệnh Gia Luật Hưu Ca thủ U châu, Gia Luật Tà Chẩn ngăn Trung lộ quân và Tây lộ quân của Tống, còn thái hậu Tiêu Xước cùng Liêu Thánh Tông, Hàn Đức Nhượng đến trú trát tại Đà La Khẩu (nay thuộc Bắc Kinh) ứng phó. Trước khi ra quân đánh Liêu, Tống Thái Tông căn dặn chư tướng tiến quân từ từ, vờ nói là lấy U châu, đợi khi quân cứu viện của nhà Liêu tới cứu thì vòng ra đánh mặt sau chặn đường tiếp lương của quân Liêu. Quân Tống nhanh chóng công hãm Kì Câu Quan.
Tháng 3, tướng tiên phong Lý Kế Long của quân Đông lộ lấy hai huyện Cố An, Tân Thành và tiến đến Trác châu, giết tướng Liêu. Sang tháng 4, nhà Liêu đưa quân đến Tân Thành, Mễ Tín được sự trợ giúp của Thôi Ngạn Tiến, Đỗ Ngạn Khuê đánh lui quân Liêu. Về cánh quân trung lộ, Điền Trọng Tiến đánh bại quân Liêu ở cửa bắc Phi Hồ. Khi đó phòng ngự sứ Ký châu bên Liêu là Đại Bằng Dực đưa quân tới chặn. Điền Trọng Tiến và Kinh Tự bắt sống được Đại Bằng Dực, quân Tống giành chiến thắng. Phi Hồ, Linh Khâu, các thành đều xin hàng quân Tống. Điền Trọng Tiến đánh tiếp Úy châu. Bọn tướng Liêu bắt giữ sứ Liêu Cảnh Thiệu Trung rồi hàng Tống. Về cánh quân phía tây, cũng vào tháng 3, Phan Mĩ ra quân đánh thắng quân Liêu ở Hoàn châu, thứ sử của Liêu là Triệu Ngạn Tân dâng châu đầu hàng. Phan Mĩ lại tiến đánh hai châu Sóc, Ứng châu của nhà Liêu. Tướng Liêu giữ các thành này đều hàng phục quân Tống của Phan Mĩ. Tháng 4, Phan Mĩ dẫn quân Tống đánh sang Vân châu của nhà Liêu.
Việc quân Tống đánh nhanh thắng nhanh nên quân lương vận chuyển đã không thể theo kịp. Quân Liêu cũng biết việc đó nên đã đưa quân ngăn cản đường lương thực của quân Tống. Tào Bân vì lương cạn định lui về Hùng châu nên gửi tấu cho Tống Thái Tông. Tống Thái Tông xem tấu, mặt biến sắc, nói nếu lui quân thì người Liêu sẽ tập kích, vì thế không được lui. Lúc đó Phan Mĩ, Điền Trọng Tiến đang hợp quân Tống cùng đánh U châu. Bộ tướng của Tào Bân sợ người khác giành mất công nên đã dẫn quân Tống lên đường thẳng tới Trác châu, đánh bại quân Liêu của Gia Luật Hưu Ca. Gia Luật Hưu Ca phải lui quân. Tào Bân chuẩn bị dẫn quân Tống đi đánh Phạm Dương.
Gia Luật Hưu Ca một mặt chặn đường tiếp lương của Tống, mặt khác sai sứ về kinh cầu cứu. Tiêu thái hậu cùng Liêu Thánh Tông, Hàn Đức Nhượng dẫn kỵ binh chi viện cho miền nam. Trại của Liêu Thánh Tông cách thành Trác châu 50 dặm về phía đông. Gia Luật Hưu Ca và Gia Luật Bồ Ninh suất binh tập kích doanh trại quân Tống nhiều lần khiến lòng quân của quân Tống bị hoang mang. Lại thêm giữa hạ trời nóng, thiếu nước, thiếu thức ăn, quân Tống không còn tinh thần chiến đấu. Tào Bân định vượt sông Cự Mã thì bị quân Liêu của Gia Luật Hưu Ca đuổi đánh, bị thiệt hại rất nhiều. Tào Bân, Mễ Tín lui quân về Dịch châu. Đang đến gần sông Sa Hà thì quân Liêu của Hàn Đức Nhượng đuổi kịp, quân Tống của Tào Bân bị dìm xuống sông và chết đuối không biết bao nhiêu mà kể. Tháng 7 năm 986, Tiêu thái hậu lại lệnh cho Gia Luật Tà Chẩn phản kích Đông lộ quân và Trung lộ quân của Tống.
Tống Thái Tông được tin thất kinh, bèn triệu Tào Bân, Mễ Tín về triều, lệnh Điền Trọng Tiến về Định châu, Phan Mĩ giữ Đại châu, di dời dân chúng ở các vùng Vân, Ứng, Hoàn, Sóc vừa chiếm được về nam. Quân Liêu nhanh chóng đánh bại lực lượng của quân Tống, thu hồi hai châu Ứng, Úy. Phan Mĩ bàn việc giữ hai châu Vân, Sóc; cử Dương Nghiệp ra chống cự quân Liêu. Dương Nghiệp xuất quân từ Thạch Kiệt khẩu, giao chiến với tướng Liêu là Gia Luật Tà Chẩn. Trước khi đi, Dương Nghiệp đã cùng Vương Thẩm (giám quân của Đông Lộ Quân) cãi nhau hơn chục lần. Phan Mĩ thì nhút nhát không quả quyết, còn Dương Nghiệp thì muốn lấy quân kỵ di dời dân chúng, sau đó dùng quân mai phục mà đánh Liêu. Tuy nhiên, Vương Thẩm lại cười chê Dương Nghiệp mang danh là "Dương Vô Địch" mà không dám xuất quân. Dương Nghiệp chỉ còn thở dài mà xin viện quân tại Trần Gia Cốc, để nếu lỡ việc quân bị thì thu binh không bị quân Liêu truy giết. Phan Mĩ tán thành. Dương Nghiệp sau đó dẫn quân đánh quân Liêu ở đèo Kì Câu, có tướng Hà Hoài Phổ đi theo hỗ trợ. Tuy nhiên, quân Tống ít, quân Liêu nhiều. Đông lộ quân của nhà Tống bị thảm bại tại đèo Kì Câu. Tướng Tống là Hà Hoài Phổ tử chiến. Con trai trưởng của Dương Nghiệp là Dương Diên Chiêu lại bị tên bắn xuyên khuỷu tay, do đó mà Dương Nghiệp lệnh kỵ binh rút lui về Trần Gia Cốc. Chẳng dè đâu, phục binh của Phan Mĩ thì không thấy đâu, mà chỉ thấy quân Liêu tiến sát đến nơi. Gia Luật Tà Chẩn dụ Dương Nghiệp vào ổ phục kích ở Trần Gia Cốc, phục binh từ hai phía xông ra đánh giết. Con thứ của Dương Nghiệp là Dương Diên Ngọc tử trận tức thì, còn con trưởng của Dương Nghiệp là Dương Diên Chiêu thì bị cắt khỏi tầm nhìn của ông ta. Kết quả, toàn quân Tống bị quân Liêu tiêu diệt, còn Dương Nghiệp thì giết hơn chục quân địch rồi chạy vào rừng trốn. Hơn một ngày sau, Gia Luật Hề Đệ dùng cung bắn chết con ngựa của Dương Nghiệp, còn bản thân Dương Nghiệp thì bị quân Liêu bắt sống, để rồi ba ngày sau Dương Nghiệp tuyệt thực tự sát. Phan Mĩ vội đưa quân Tống về Đại châu. Hai châu Vân, Sóc cũng nhanh chóng tan rã, bị quân Liêu tái chiếm. Vua Tống Thái Tông hạ lệnh toàn tuyến triệt thoái về nam. Cuộc bắc phạt này của nhà Tống thất bại nặng nề.
Hàn Đức Nhượng được Tiêu thái hậu gia phong chức Tư không và được phong làm Sở quốc công (楚国公). Sau khi trở về, Hàn Đức Nhượng được cùng Bắc phủ tể tướng Thất Phưởng cùng nắm quốc chánh nhà Liêu. Hàn Đức Nhượng dâng tấu rằng 4 châu Sơn Tây mấy lần gặp việc binh, lại thêm mất mùa, đề nghị giảm thuế để dân khỏi lưu tán, triều đình nhà Liêu nghe theo.
Tiêu Thái hậu bổ nhiệm Gia Luật Hưu Ca làm tướng quân cấp cao của mình để tiếp tục dẫn quân Liêu đi tấn công nhà Tống để trả đũa việc nhà Tống vừa bắt phạt vào đất Liêu. Quân Tống bị quân Liêu đánh cho tơi bời. Cho đến tận năm sau (năm 987), Gia Luật Hưu Ca mới lui quân về Liêu. Quân Tống ở biên cương bị tổn thất nặng nề ở đợt tấn công này của quân Liêu
Sự tự tin mù quáng và ngang ngạnh cố chấp của Tống Thái Tông cho thấy ông ta kém xa Tống Thái Tổ về khả năng tác chiến. Sau hai lần bắc phạt vào lãnh thổ nhà Liêu bất thành, Tống Thái Tông bắt đầu rơi vào tình thế khó xử: nên chiến hay nên hòa với nhà Liêu. Vì sự chần chừ của ông ta nên các tướng Tống trấn giữ biên ải cũng chỉ cầm cự qua ngày, từ đó lực lượng tác chiến với quân Liêu giảm dần, tinh thần chiến đấu của quân đội nhà Tống ngày càng sa sút.
Năm Thống Hòa thứ 6 (988), Hàn Đức Nhượng nhận chiếu đem quân đánh nhà Tống (đời vua Tống Thái Tông), vây Sa Đôi. Quân Tống nhân đêm tối đến tập kích, Hàn Đức Nhượng giữ nghiêm quân để đợi, sau đó đánh đuổi được quân Tống. Khi về, Hàn Đức Nhượng được Tiêu thái hậu phong làm Sở vương (楚王).
Năm 989 quân Tống tiếp tục xâm phạm biên giới nhà Liêu. Tiêu thái hậu phái quân Liêu đi chống cự. Kết quả quân Tống lại đại bại và phải rút về phía nam.
Năm 991, Hàn Đức Nhượng nói người Yên gian trá, tìm cách tránh nộp thuế, quý tộc cũng cấu kết với họ và đề nghị sai Bắc Viện tuyên huy sứ Triệu Trí răn dạy. Triều đình nhà Liêu nghe theo.
Năm 993, Hàn Đức Nhượng đang để tang mẹ thì nhận chiếu của Liêu Thánh Tông cưỡng ép nhận chức trở lại. Sang năm 994, Thất Phưởng nghỉ hưu, Đức Nhượng được thay làm Bắc phủ tể tướng (北府宰相), Kiêm lĩnh Xu mật sứ (兼领枢密使), Giám tu quốc sử, được Tiêu thái hậu ban hiệu là Hưng Hóa công thần. Tháng 6 ÂL năm 994, Hàn Đức Nhượng tâu rằng quan lại thẩm lý án kiện ở 3 kinh có nhiều lỗi lầm, đề nghị cấm ngặt. Triều đình nhà Liêu nghe theo. Ông ta lại dâng biểu xin nhiệm dụng người hiền, đuổi kẻ gian tà, Tiêu thái hậu vui vẻ nói: Tiến cử người giúp nước, là chức phận của bậc đại thần chân chính. Rồi ông ta được khen ngợi và được ban thưởng. Sau khi về triều, ông ta được Tiêu thái hậu gia phong chức Thái bảo, kiêm Chính sự lệnh. Gặp lúc Bắc Viện khu mật sứ Gia Luật Tà Chẩn qua đời, Liêu Thánh Tông có chiếu cho Hàn Đức Nhượng kiêm chức ấy, trở thành Kiêm Bắc viện xu mật sứ (兼北院枢密使). Sau đó ông ta được Liêu Thánh Tông bái làm Đại thừa tướng, tiến tước Tề vương (齐王), Tổng lưỡng khu phủ sự. Hàn Đức Nhượng cho rằng Nam Kinh, Bình Châu không được mùa, tâu xin cho trăm họ miễn nộp tiền nông cụ, rồi xin bình ổn giá cả các quận. Triều đình nhà Liêu đều nghe theo.
Tề vương thái phi Tiêu Hòa Hãn (Trưởng tỉ của Tiêu thái hậu) hiện đang góa chồng và đi làm gián điệp chống lại nhà Tống (đời vua Tống Thái Tông) dưới thời trị vì của cháu trai bà là Liêu Thánh Tông. Trong chuyến hành trình quân sự của mình, bà ta đã yêu một nô lệ tên là Thát Lãm A Bát (挞览阿钵). Mối quan hệ của bà ta với ông này không được Tiêu thái hậu ủng hộ, và mối quan hệ của giữa Tiêu Hòa Hãn với Tiêu thái hậu ngày càng trở nên ghẻ lạnh.
Mùa thu năm 999, Tiêu thái hậu nghe tin nhà Tống mới có vua mới là Tống Chân Tông, lại thêm Tào Bân vừa mất, thì quyết định đánh xuống phía nam. Quân Liêu đánh vào hai châu Trấn, Định của nhà Tống. Tướng giữ thành Phó Tiềm giữ mà không ra. Tướng dưới quyền Phạm Đình Triệu nhận được thánh chỉ từ Biện Kinh của Tống Chân Tông, buộc Phó Tiềm ra quân. Phó Tiềm chỉ phát cho 8000 quân. Phạm Đình Triệu cầu cứu Khang Bảo Duệ ở Tinh châu. Khang Bảo Duệ đưa quân Tống tới giúp nhưng bị quân Liêu giết chết. Phạm Đình Triệu phải lui về Doanh châu. Tướng giữ Toại thành là Dương Diên Chiêu dùng kế tưới nước lên thành, đợi tới mùa đông nước đóng băng, quân Liêu phá mãi không được, bèn đổi hướng, vượt sông từ Đức, Lệ. Giữa mùa đông, Tống Chân Tông hạ chiếu thân chinh đến Hà Bắc chống Liêu, để Lý Hãng làm lưu thủ Đông Kinh.
Đầu năm 1000, Tống Chân Tông đến trú tại phủ Đại Danh, hạ lệnh cách chức Phó Tiềm, chiếu theo tội chém đầu mà giảm một bậc, đày ra Phòng châu; đày Trương Chiêu Doãn ra Đạo châu, cử Cao Quỳnh thay Phó Tiềm. Quân Liêu nghe tin Chân Tông thân chinh, bèn rút lui. Quân Tống thừa cơ đuổi theo đến tận Mạc châu, giết hơn 10.000 quân Liêu, thu lại nhiều của cải bị cướp. Tống Chân Tông phong cho Dương Diên Chiêu làm thứ sử Mạc châu, ban thưởng nhiều vàng bạc; sau đó xa giá về kinh.
Mùa đông năm 1000, Tiêu thái hậu lại phái quân Liêu đến xâm lấn nhà Tống (đời vua Tống Chân Tông). Tướng Tống là Dương Diên Chiêu cùng thứ sử Đăng châu là Dương Tự dùng kế mai phục, đánh lui được quân Liêu.
Tháng 9 nhuận năm Thống Hòa thứ 22 (1004), Tiêu thái hậu (khi đó đã 51 tuổi) ra yêu sách đòi lại vùng Quan Nam mà Hậu Chu Thế Tông đã từng thu phục, rồi cùng Liêu Thánh Tông và Hàn Đức Nhượng đem 200.000 quân Liêu đi thảo phạt nhà Tống. Sở vương Gia Luật Long Hựu được lệnh trấn giữ kinh đô của nhà Liêu. Đích thân Tiêu thái hậu chỉ huy 10.000 kỵ binh của riêng bà ra chiến trường và bà cũng là tổng chỉ huy của cuộc chiến này. Một cuộc xâm lược quy mô lớn của nhà Liêu đã diễn ra trên lãnh thổ của nhà Tống.
Quân Liêu cướp bóc ở hai quận Uy Lỗ, Thuận An của nhà Tống. Tướng Tống là Ngụy Năng và Thạch Phổ ra ứng chiến nhưng bị quân Liêu đánh bại. Tướng Liêu là Tiêu Thát Lãm đánh phá Bảo châu và Bắc Bình của nhà Tống, song chưa thành công. Tống Chân Tông triệu tập quần thần bàn kế; Khấu Chuẩn chủ chiến, Tất Sĩ An và Vương Khâm Nhược chủ hòa. Ban đầu quân Tống nắm ưu thế, đẩy lui quân Liêu ở Uy Lỗ, Khả Lâm, An Thuận, Định châu. Liêu Thánh Tông sai sứ đến chỗ Thạch Phổ ở Mạc châu, xin được hòa nghị (do Liêu Thánh Tông muốn hòa với Tống). Tống Chân Tông sai Tào Lợi Dụng cầm quốc thư đến trại Liêu. Tuy nhiên giữa đường thì người Liêu đổi ý (do Tiêu thái hậu muốn chiến với Tống). Quân Liêu lập tức tấn công Đức Thanh quân, Ký châu, Đàn châu của nhà Tống.
Sau đó, tướng Liêu là Tiêu Thát Lãm tiến công Toại Thành, bắt giữ Tiết độ sứ Thiên Hùng của Tống là Vương Tiên Tri. Tiêu thái hậu được tin thắng trận, liền cùng Liêu Thánh Tông, Hàn Đức Nhượng đích thân suất quân Liêu tấn công Định châu, bắt sống tướng Tống giữ chức quan sát sứ Vân châu là Vương Kế Trung. Tướng Tống giữ Định châu là Vương Siêu đóng cửa thành cố thủ. Sau khi từ chối hàng Liêu, Vương Kế Trung bị quân Liêu xử tử. Trừ việc bị quân Tống ngăn cản tại Doanh châu, quân Liêu đánh đâu thắng đó, thế như chẻ tre. Sau đó, quân Liêu tiến đến Thiền châu. Đây là cửa ngõ vào Biện Kinh (kinh đô Khai Phong của nhà Tống), địa thế rất quan trọng. Quân Liêu cắm trại tại thị trấn Thiền Uyên, khoảng 100 dặm về phía bắc của kinh đô Khai Phong.
Tin bại trận lũ lượt bay về, cả triều đình nhà Tống bàng hoàng, chấn động. Tống Chân Tông lo sợ, muốn dời đô về phương nam nên đã đích thân đến phủ Khấu Chuẩn hỏi ý kiến, Khấu Chuẩn xin nhà vua đích thân ra trận, đốc thúc quân sĩ. Tống Chân Tông sợ phải ra trận, dùng dằng không muốn đi. Tất Sĩ An cũng đến khuyên vua ra trận, Tống Chân Tông buộc phải nghe theo. Khi Tống Chân Tông triệu tập quần thần, Vương Khâm Nhược bàn nên dời đô về Kim Lăng, Trần Nghiêu Tẩu khuyên dời đô ra Thục. Khấu Chuẩn biết tin, đòi chém những kẻ nghị hòa, xin Tống Chân Tông thân chinh. Tống Chân Tông vờ tỏ ý bằng lòng, sau đó cử Vương Khâm Nhược ra Thiên Hùng quân đốc sư kháng Liêu.
Tháng 11 âm lịch năm 1004, quân Liêu bị quân Tống đánh bại ở Sóc châu. Lúc này đại quân Liêu của Tiêu thái hậu, Liêu Thánh Tông và Hàn Đức Nhượng đang tập trung tại Doanh châu. Hai tướng Liêu là Tiêu Thát Lãm và Tiêu Quan Âm Nô suất quân Liêu đi đánh Kỳ châu, Tiêu thái hậu đích thân chỉ huy đại quân hỗ trợ, tiến đánh Ký châu, Bối châu. Quân Liêu còn công phá Đức Thanh, ba mặt bao vây Thiền châu của nhà Tống.
Lúc này quân Liêu đánh mạnh vào Thiền châu của nhà Tống. Đại tướng tiên phong của Liêu là Tiêu Thát Lẫm (蕭撻凜) dẫn quân Liêu đi xem xét địa hình đốc chiến ở tiền tuyến. Tướng Tống giữ thành Thiền châu là Lý Kế Long biết Tiêu Thát Lãm sẽ đến cướp trại của mình, bèn cho quân mai phục bốn phía, Tiêu Thát Lãm quả nhiên trúng kế và bị trúng tên của tướng Tống là Trương Hoàn vào đầu, quân Liêu rút lui. Đến tối thì Tiêu Thát Lẫm chết tại doanh trại quân Liêu. Sĩ khí của quân Liêu vì thế mà suy giảm. Lúc này Tống Chân Tông đang ngự giá ra Hà Bắc, có kẻ tả hữu khuyên nên lui về Kim Lăng, Tống Chân Tông đã định nghe theo, nhưng bởi có Khấu Chuẩn một mực khuyên can nên đành thôi. Khấu Chuẩn lại cùng Cao Quỳnh liên danh đề nghị Tống Chân Tông vượt sông, ra Hà Bắc khích lệ tướng sĩ. Tống Chân Tông đồng tình. Có kẻ tả hữu dâng áo lông cừu, Tống Chân Tông từ chối, bảo đem cho tướng sĩ ngoài sa trường. Quân Tống nghe được, vô cùng phấn khích, càng đánh càng hăng. Tống Chân Tông được Cao Quỳnh hộ giá, vượt sông đến phía bắc Thiền châu, ngự trên thành lâu. Quân sĩ Tống gặp được vua thì phấn chấn lên, hô to vạn tuế, tiếng la vang cả chục dặm, vang đến cả doanh trại của quân Liêu. Tiêu thái hậu nghe tin, liền phái quân Liêu đến đánh thành Thiền châu hòng bắt Tống Chân Tông. Tống Chân Tông sai sứ đến quan sát, thấy Khấu Chuẩn vẫn bình thản uống rượu, mới tỏ ra yên tâm hơn. Khấu Chuẩn mở cổng thành nghênh chiến, quân Tống hăng hái chiến đấu và đại thắng quân Liêu, giết hơn một nửa quân Liêu. Số quân Liêu còn lại buộc phải tháo chạy. Sau đó quân Tống lại liên tục cướp trại quân Liêu khiến quân Liêu rất mệt mỏi. Ngoài ra, quân Tống còn tấn công hậu lộ của quân Liêu.
Tiêu thái hậu liền tận dụng tâm lý muốn cầu hòa của vua Tống Chân Tông, phái sứ giả sang Thiền châu yêu cầu nghị hòa. Khi đó Tào Lợi Dụng cùng sứ Liêu tới trại Tống, sứ Liêu yêu cầu nhà Tống trả lại Quan Nam cho nhà Liêu thì có thể nghị hòa giữa hai nước. Khấu Chuẩn vào tâu, nói với Tống Chân Tông rằng quân ta đang thắng lớn, cứ buộc người Liêu trả lại Yên Vân thập lục châu và dâng biểu xưng thần với nhà Tống rồi mới cho hòa. Tống Chân Tông chán nản việc binh đao nên không muốn theo kế đó. Chân Tông sai Tào Lợi Dụng đi sứ, chỉ dặn không được cắt đất, còn tiền bạc thì sao cũng được. Khấu Chuẩn ra yêu cầu cho người Liêu đòi hỏi nhưng không được quá 30 vạn. Tào Lợi Dụng vào yết kiến Tiêu thái hậu, phía nhà Liêu đòi nhà Tống trả lại Quan Nam. Sau nhiều lần thương nghị, vào mùa giữa tháng 1 năm 1005, hai bên định ra hòa ước với nội dung như sau:
1. Biên giới hai nước để như trước.
2. Vua Tống (Tống Chân Tông) xưng là anh, vua Liêu (Liêu Thánh Tông) xưng là em. Tống Chân Tông dùng lễ đối với Tiêu thái hậu như cháu với cô
3. Mỗi năm nhà Tống tặng cho nhà Liêu 10 vạn lạng bạc, 20 vạn xúc lụa.

Sử gọi đây là bản hòa ước Thiền Uyên. Từ đó nam - bắc hòa hảo suốt hơn 100 năm. Sau đó Tiêu thái hậu, Liêu Thánh Tông và Hàn Đức Nhượng dẫn quân Liêu triệt thoái về bắc. Việc thực hiện hiệp ước Thiền Uyên chi minh này vẫn được duy trì cho đến cuối triều đại nhà Liêu.
Sau khi trở về, Hàn Đức Nhượng được Liêu Thánh Tông phong là Tấn quốc vương (晋国王), được ban quốc tính Gia Luật, cho ra khỏi cung tịch , sau đó đổi thuộc Hoành trướng quý phụ phòng ; rồi ông ta được ban tên Long Vận (tức là Gia Luật Long Vận - 耶律隆运), địa vị ở trên thân vương, ban ruộng vườn cùng đất để sau này bồi táng cùng ông ta khi ông ta qua đời.
Thời gian sau, một phò mã của Liêu Thánh Tông là Lưu Tam Hỗ (刘三嘏), phu quân của Đồng Xương công chúa Gia Luật Bát Kha (con gái thứ 10 của Liêu Thánh Tông), trốn sang nhà Tống sau khi sống không hòa hợp với công chúa. Vì Liêu-Tống vừa kết thúc chiến tranh nên vua Tống Chân Tông không muốn nhà Liêu lại có cớ đánh nhà Tống nữa. Tống Chân Tông liền đuổi Lưu Tam Hỗ trở về nhà Liêu. Liêu Thánh Tông cảm tạ Chân Tông rồi cho cầm tù Lưu Tam Hỗ. Không lâu sau thì Lưu Tam Hỗ bị Liêu Thánh Tông xử tử.
Năm Thống Hòa thứ 24 (1006), Liêu Thánh Tông xuất quần thần phong tôn hiệu cho thái hậu Tiêu Xước là Duệ Đức Thần Lược Ứng Vận Khải Hóa Pháp Đạo Hồng Nhân Thánh Vũ Khai Thống Thừa Thiên hoàng thái hậu (睿德神略應運啟化法道洪仁聖武開統承天皇太后).
Tiêu thái hậu là người có công trong việc sắp xếp cuộc hôn nhân giữa Liêu Thánh Tông với một cung nữ của bà là Tiêu Nậu Cân. Tiêu Nậu Cân sinh ra trong hoàn cảnh nghèo khó nhưng Liêu Thánh Tông đã đưa cô vào cung. Tuy nhiên, Liêu Thánh Tông chưa bao giờ coi cô như vợ lẽ mà thay vào đó lại giao cô cho Tiêu thái hậu như một cung nữ. Một ngày nọ, khi đang dọn giường cho Tiêu thái hậu, Tiêu Nậu Cân tình cờ gặp một con gà trống vàng. Khi Tiêu thái hậu bất ngờ bước vào lều, Tiêu Nậu Cân giật mình và nuốt chửng con gà trống vàng. Con gà trống vàng thực ra là một loại thuốc bí ẩn, và sau vài ngày, làn da của Tiêu Nậu Cân trở nên rạng rỡ. Tiêu thái hậu rất ngạc nhiên và nói với cung nữ rằng Tiêu Nậu Cân sẽ sinh ra một hoàng tử cho Liêu Thánh Tông trong tương lai. Sau đó Tiêu thái hậu ra sức khuyên bảo Liêu Thánh Tông hãy ngủ cùng giường với Tiêu Nậu Cân. Liêu Thánh Tông nghe và làm theo (năm 1016, Tiêu Nậu Cân sinh ra một đứa con trai có tên ban đầu là Mộc Bất Cô (木不孤) nhưng sau đó đổi thành Gia Luật Tông Chân 耶律宗真).
Tiêu thái hậu lúc này đang mối quan hệ không hề tốt đẹp với hai chị gái của mình. Để trả thù cho chồng là Gia Luật Hi Ẩn và con trai bị giết từ nhiều năm trước, Tiêu phu nhân Y Lặc Lan (nhị tỉ của Tiêu thái hậu) đã âm mưu đầu độc Tiêu thái hậu. Y Lặc Lan đã thất bại và bị Tiêu thái hậu ép phải tự tử. Bất chấp lời cầu xin tha mạng cho Y Lặc Lan của Tề vương thái phi Tiêu Hòa Hãn (trưởng tỉ của Tiêu thái hậu), Tiêu thái hậu đã ra lệnh giam cầm Tiêu Hòa Hãn. Sau đó Tiêu Hòa Hãn bị Tiêu thái hậu kết án tử hình vào năm 1009.
Trong năm Thống Hòa thứ 27 (1009), Tiêu thái hậu quy chính cho Liêu Thánh Tông, không tiếp tục làm nhiếp chính nữa.
Tháng 12 cùng năm 1009, Tiêu thái hậu bệnh mất ở hành cung, hưởng thọ 57 tuổi. Năm sau (1010), thái hậu Tiêu Xước được táng ở Càn lăng với Liêu Cảnh Tông.
Năm 1022, vua Tống Chân Tông của nhà Tống băng hà, Tống Nhân Tông lên kế vị ngôi vua nhà Tống. Tống Nhân Tông phái sứ giả đến nhà Liêu báo tang. Sau khi nhận được tin này, Liêu Thánh Tông yêu cầu tất cả đại thần tộc Khiết Đan và tất cả đại thần tộc Hán trong triều đình nhà Liêu để tang cho Tống Chân Tông, từ cấp hậu phi trở xuống để mặc áo tang khóc thương cho Tống Chân Tông. Ngoài ra, Liêu Thánh Tông còn truyền lệnh cho quan quân nhà Liêu ở các châu quanh vùng biên giới Liêu - Tống không được vui chơi ca hát trong những ngày này. Sau khi Tống Chân Tông mất đi, Liêu Thánh Tông cũng bị bệnh tật triền miên.

## Chiến tranh với Cao Ly

### Chiến dịch năm 993
Nhà Liêu tiêu diệt Định An Quốc (đời vua Ô Huyền Minh) và sáp nhập Định An Quốc vào lãnh thổ nhà Liêu năm 986 dẫn đến việc người Bột Hải tiếp tục di cư đến Cao Ly (đời vua Cao Ly Thành Tông). Việc này khiến Cao Ly (đời vua Cao Ly Thành Tông) lo lắng. Các hành động quân sự này của nhà Liêu diễn ra rất gần với lãnh thổ Cao Ly, cộng thêm nhà Liêu từng dự tính xâm lược vào Cao Ly năm 947 (song hủy bỏ), cùng quan hệ ngoại giao và văn hóa bền chặt giữa Cao Ly và nhà Tống, quan hệ nhà Liêu-Cao Ly do vậy cực kỳ kém. Cả nhà Liêu và Cao Ly đều nhìn nhận đối phương như một mối đe dọa quân sự; nhà Liêu sợ rằng Cao Ly sẽ cố gắng kích động các cuộc nổi loạn trong số cư dân Bột Hải sống tại lãnh thổ Liêu, trong khi Cao Ly lo sợ bị nhà Liêu xâm lược.
Năm 991 Thái hậu Tiêu Xước của nhà Liêu phái quân Khiết Đan tấn công người Nữ Chân ở hạ lưu sông Áp Lục. Khi đó nhà Liêu đã bắt đầu các cuộc tấn công chống lại Cao Ly (đời vua Cao Ly Thành Tông).

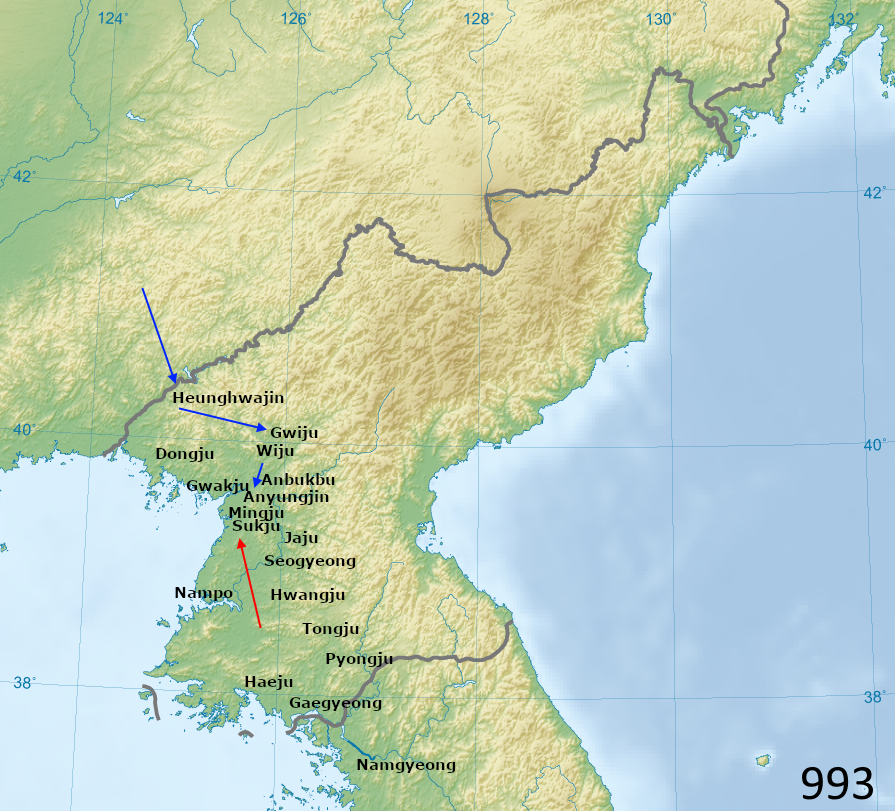
Bản đồ quân đội nhà Liêu (đời vua Liêu Thánh Tông) xâm lược Cao Ly (đời vua Cao Ly Thành Tông) từ tháng 11 đến tháng 12 năm 993.

Vào cuối tháng 8 năm 993, theo các nguồn tin tình báo Cao Ly dọc biên giới cho biết, một cuộc xâm lược từ nhà Liêu sắp xảy ra. Cao Ly Thành Tông nhanh chóng huy động quân đội Cao Ly và chia lực lượng của mình thành ba cụm quân để đảm nhận các vị trí phòng thủ ở phía tây bắc. Các đơn vị tiên tiến của quân đội Cao Ly hành quân về phía tây bắc từ sở chỉ huy của họ gần Anju ngày nay ở bờ nam sông Thanh Xuyên. Mức độ nghiêm trọng của tình hình buộc Cao Ly Thành Tông phải đi từ kinh đô Khai Thành đến Seogyeong (nay là Bình Nhưỡng) để đích thân chỉ huy toàn quân.
Tiêu thái hậu phái quân Liêu xâm lược Cao Ly. Tháng 10 năm 993, một đội quân Liêu khổng lồ dưới sự chỉ huy của Tiêu Tốn Ninh tràn ra khỏi nước Liêu từ thành Naewon-song và tràn qua sông Áp Lục vào Cao Ly. Làn sóng quân Liêu tràn qua sông và tỏa ra khắp một vùng nông thôn.
Tháng 11 năm 993, quân Liêu tiến đến thành Pongsan, biên giới tây bắc của Cao Ly với khoảng 60.000 quân. Trong cuộc chiến đẫm máu giữa quân Liêu và quân Cao Ly, sự kháng cự quyết liệt của binh lính Cao Ly lúc đầu bị chậm lại, sau đó đã cản trở đáng kể bước tiến của quân Liêu vào thành Pongsan. Cuối thành Pongsan vẫn thất thủ, quân Liêu tràn xuống phía nam. Quân Cao Ly bị quân Liêu do Tiêu Tốn Ninh (蕭遜寧) chỉ huy liên tiếp đánh bại, thành Hưng Hóa (Heunghwa) của Cao Ly cũng rơi vào tay quân Liêu và quân Cao Ly bị quân Liêu dồn xuống phía nam sông Đại Đồng. Các tướng lĩnh nhà Liêu tuyên bố rằng họ có 80 vạn quân, yêu cầu Cao Ly nhượng cho nhà Liêu một số lãnh thổ quanh sông Áp Lục. Quân Liêu tiến quân vững chắc về phía nam, đến khu vực sông Thanh Xuyên.
Nhưng quân đội của Cao Ly không bao giờ đầu hàng. Họ đã đứng vững trước các cuộc tấn công trực diện của quân Liêu. Họ đột phá vào doanh trại quân Liêu để rút lui và tiến hành phục kích quân Liêu, đồng thời phát động các cuộc tấn công bên sườn chống lại quân Liêu. Các tướng sĩ Cao Ly cuối cùng đã chặn đứng được quân đội của Tiêu Tốn Ninh tại sông sông Thanh Xuyên. Trước sự kháng cự nhanh chóng và kiên quyết như vậy, Tiêu Tốn Ninh cho rằng những nỗ lực tiếp theo nhằm chinh phục toàn bộ bán đảo Cao Ly sẽ khiến quân Liêu bị tổn hao binh lực nghiêm trọng, và thay vào đó ông ta tìm cách đàm phán để giải quyết về vấn đề Cao Ly. Tại sông Thanh Xuyên, quân Liêu kêu gọi tiến hành các cuộc đàm phán giữa các lãnh đạo quân sự của hai bên Liêu và Cao Ly.
Tiêu Tốn Ninh đã viết thư yêu cầu Cao Ly Thành Tông phải đầu hàng: "Đất nước vĩ đại của chúng tôi sắp thống nhất đất đai bốn phương" và để biện minh cho cuộc xâm lược này bằng cách buộc tội Cao Ly: "Đất nước của ngài không quan tâm đến nhu cầu của người dân, chúng tôi thay mặt nó long trọng thực hiện hình phạt của trời". Cao Ly Thành Tông kêu gọi đồng minh quân sự là nhà Tống (đời vua Tống Thái Tông) giúp đỡ, song không có sự hỗ trợ nào của nhà Tống đối với Cao Ly. Quân Liêu yêu cầu Cao Ly đầu hàng và dâng những vùng đất thuộc vương quốc Bột Hải ngày xưa cho nhà Liêu. Thoạt đầu, họ yêu cầu Cao Ly đầu hàng hoàn toàn. Sau một sự bế tắc quân sự, các cuộc đàm phán bắt đầu giữa hai nước, đưa đến những nhượng bộ sau: Thứ nhất, Cao Ly chính thức chấm dứt mọi quan hệ với nhà Tống, đồng ý cống nạp cho nhà Liêu và dùng niên hiệu của nhà Liêu.
Thay vì bác bỏ thẳng thừng yêu cầu của Tiêu Tốn Ninh, triều đình Cao Ly ở Khai Thành bắt đầu tranh luận sôi nổi về tối hậu thư quân Liêu. Các quan chức triều đình Cao Ly tin rằng việc ngồi lại đàm phán với Tiêu Tốn Ninh sẽ ngăn chặn các cuộc xâm lược tiếp theo của nhà Liêu và kêu gọi triều đình Cao Ly hãy xoa dịu vua Liêu Thánh Tông của nhà Liêu. Nhiều chỉ huy quân sự cấp cao của Cao Ly gần đây đã đối đầu với quân Liêu trên chiến trường đã phản đối việc chấp nhận các điều khoản của Tiêu Tốn Ninh, trong đó có Từ Hi (Seo Hui), chỉ huy một cụm quân Cao Ly ở phía bắc Anju. Trong khi các quan lại đang tranh cãi ở Khai Thành, Tiêu Tốn Ninh đã bất ngờ lệnh cho quân Liêu qua sông sông Thanh Xuyên, đánh thẳng vào tổng hành dinh quân đội Cao Ly ở Anju. Cuộc tấn công của quân Liêu nhanh chóng bị quân Cao Ly đẩy lui, nhưng nó đã khiến triều đình Cao Ly rơi vào tình trạng gần như hoảng loạn.
Ban đầu, vua Cao Ly Thành Tông định chấp nhận dâng đất cầu hòa, lên kế hoạch theo lời khuyên của những nhà đàm phán để nhường lãnh thổ phía bắc Bình Nhưỡng ngày nay cho nhà Liêu và vẽ biên giới Liêu-Cao Ly theo một đường thẳng giữa Hoàng Châu và P'aryŏng. Tuy nhiên, Từ Hi (Seo Hui) tin rằng quân Liêu đang hành động với tư thế họ "sợ hãi chúng ta" và cầu xin nhà vua "trở về kinh đô và để chúng tôi, các tướng sĩ của ngài, tiến hành thêm một trận chiến nữa". Vì vậy, gọi một cách khoa trương vùng đất mà Cao Ly Quang Tông đã chinh phục từ người Nữ Chân và vùng đất mà người Khiết Đan nhà Liêu hiện nắm giữ là "lãnh thổ Cao Câu Ly cũ". Kết quả, Từ Hi (Seo Hui) đã thuyết phục được vua Cao Ly Thành Tông nên ra sức chiến đấu.
Quân Liêu tiến đánh Quy Châu (Gwiju). Quân Cao Ly ở đây nỗ lực chống trả đến cùng khiến quân Liêu phải chia quân bao vây Quy Châu (Gwiju) và nam hạ tấn công thành An Nhung (Anyung). Tướng Liêu thống lĩnh cánh quân Liêu đi đánh An Nhung là Xiao Hengde.
Sau đó, hậu duệ của vương quốc Bột Hải là Trung lang tướng Đại Đạo Tú (con trai của thái tử Đại Quang Hiển, hậu duệ đời thứ 11 của Đại Dã Bột - đệ của Bột Hải Cao Vương) cùng Phó trung lang tướng Yu Bang đã lãnh đạo quân dân Cao Ly tại thành An Nhung (Anyung) đánh bại quân Liêu do Xiao Hengde chỉ huy. Sau trận đánh thành An Nhung (Anyung), quân Liêu đã bị chặn lại. Đại quân Cao Ly từ phía nam cũng đến chi viện cho thành An Nhung.
Trong nỗ lực xoa dịu giới quý tộc trong triều đình Cao Ly, Khương Hàm Tán (Gang Gam-chan) đã đề nghị Cao Ly Thành Tông tiến hành đàm phán với quân Liêu đế tránh chiến tranh kéo dài. Từ Hi (Seo Hui) đã tình nguyện ra đàm phán trực tiếp với tướng Liêu là Tiêu Tốn Ninh. Cả hai bên đều biết rằng yếu tố then chốt ảnh hưởng đến cuộc đàm phán là áp lực nặng nề mà nhà Tống gây ra cho nước Liêu. Từ Hi (Seo Hui) đã sang doanh trại quân Liêu. Trong cuộc đàm phán trực tiếp với người đồng cấp, Từ Hi đã thẳng thắn nói với Tiêu Tốn Ninh rằng nhà Liêu không có cơ sở để tuyên bố chủ quyền đối với lãnh thổ Bột Hải trước đây, vì Cao Ly chắc chắn là người kế thừa vương quốc Cao Câu Ly trước đây nên vùng đất đó hoàn toàn thuộc về lãnh thổ của Cao Ly. Trong một lời đe dọa được che đậy một cách khéo léo, Từ Hi nhắc nhở Tiêu Tốn Ninh rằng bán đảo Liêu Đông cũng từng nằm dưới sự thống trị của Cao Câu Ly và các lãnh thổ của Mãn Châu, bao gồm cả kinh đô của nhà Liêu tại Liêu Dương, đều phải thuộc về Cao Ly một cách hợp pháp. Trong một kết luận đáng chú ý, Từ Hi đã nhận được sự đồng ý của Tiêu Tốn Ninh cho phép sáp nhập khu vực đến sông Áp Lục vào lãnh thổ Cao Ly.
Quân Liêu của Tiêu Tốn Ninh sau đó rút lui. Tiêu Tốn Ninh và quân Liêu không những phải quay trở về nhà Liêu khi không đạt được mục tiêu, cộng với việc cuộc xâm lược này còn phải kết thúc với việc nhà Liêu phải nhường lãnh thổ dọc theo phía nam sông Áp Lục cho Cao Ly. Vì vậy, thủ đoạn ngoại giao xuất sắc của Từ Hi (Seo Hui) đã nhấn mạnh sự hiểu biết đúng đắn của ông ta về cả tình hình quốc tế đương thời lẫn vị thế của Cao Ly trong khu vực. Cao Ly được phép lấy lại được phần đất bị Liêu chiếm và vùng thượng du sông Áp Lục (lúc đó đang bị chiếm giữ bởi các bộ tộc Nữ Chân chuyên rắc rối cho nhà Liêu, với lý do rằng trong quá khứ vùng đất này thuộc về Cao Câu Ly) được hợp nhất vào lãnh thổ Cao Ly. Tuy nhiên Cao Ly trở thành chư hầu của nhà Liêu.
Quân Liêu rút lui vào tháng 12 năm 993 và nhượng lại lãnh thổ phía đông sông Áp Lục sau khi Cao Ly đồng ý chấm dứt liên minh với nhà Tống (đời vua Tống Thái Tông).
Năm 994, trao đổi ngoại giao theo thường lệ giữa nhà Liêu và Cao Ly được bắt đầu, còn mối quan hệ giữa Cao Ly và nhà Tống không thể ấm lên.
Tuy nhiên, Cao Ly sau đó vẫn tiếp tục giao thiệp với nhà Tống cùng năm 994 và đã củng cố vị thế của mình bằng cách xây dựng Thiên Lý Trường Thành và 6 thành trì tại các vùng lãnh thổ phía bắc mới giành được. Từ Hi (Seo Hui) được Cao Ly Thành Tông cử đến để củng cổ các vùng lãnh thổ mới được mở rộng này.

### Chiến dịch những năm 1010 - 1011
Năm 997 vua Cao Ly Thành Tông băng hà, Vương Tụng lên kế tức là vua Cao Ly Mục Tông và được nhà Liêu (đời vua Liêu Thánh Tông) chấp thuận. Tuy nhiên sang năm 1009, Khang Triệu (Gang Jo), người mà Cao Ly Mục Tông đã nhờ cậy để tiêu diệt phản quân của Kim Trí Dương (Kim Chi–yang) nhưng sau đó ông ta đã giết luôn vua Cao Ly Mục Tông. Vương Tuân được tướng Khang Triệu (Gang Jo) đưa lên ngai vàng vào năm 1009, tức là vua Cao Ly Hiển Tông. Khang Triệu đã thành lập nên chế độ cai trị Cao Ly bằng quân sự.

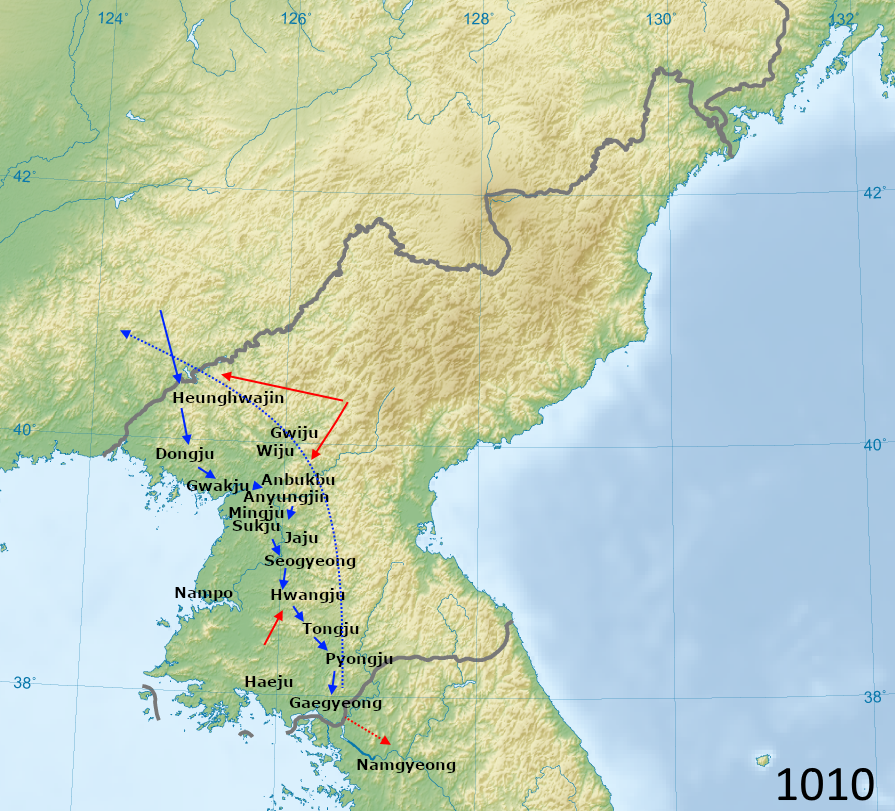
Bản đồ quân đội nhà Liêu (đời vua Liêu Thánh Tông) xâm lược Cao Ly (đời vua Cao Ly Hiển Tông) năm 1010 - 1011.

Mùa thu năm 1010, tận dụng thời cơ triều đình Cao Ly đang có tranh giành quyền lực khi Khang Triệu (Gang Jo) vừa giết vua Cao Ly Mục Tông, quân Khiết Đan nhà Liêu (đời vua Liêu Thánh Tông) một lần nữa lại tấn công Cao Ly với lý do báo thù cho Cao Ly Mục Tông. Theo nguồn tin của Cao Ly, 400.000 quân nhà Liêu do vua Liêu Thánh Tông thân chinh cầm quân đã xâm chiếm lãnh thổ Cao Ly. Hàn Đức Nhượng, Tiêu Bài Áp (萧排押) và Gia Luật Bồn Nô (耶律盆奴) đi theo tháp tùng Liêu Thánh Tông. Ngoài ra, nhà Liêu cũng tuyên bố có sáu thành trì ở phía đông sông Áp Lục, nơi Cao Ly tuyên bố là lãnh thổ của mình trong các cuộc đàm phán đình chiến từ năm 993, là thuộc về nhà Liêu và quân Liêu cần chiếm lại.
Vua Cao Ly Hiển Tông liền phong Hình bộ lang trung Dương Quy (Yang Kyu) thành Đô tuần kiểm sứ (도순검사; 都巡檢使; tosun kŏmsa) của Sŏbukmyŏn, với nhiệm vụ là bảo vệ thành Hưng Hóa (Hueng hwa), ghìm chân quân Liêu càng lâu càng tốt. Dương Quy nhận chức xong thì lập tức đến thành Hưng Hóa hội với Ha Kongchin cùng 3.000 quân Cao Ly ở đây.
Quân Liêu do đích thân Liêu Thánh Tông chỉ huy tấn công lần đầu nhưng không chiếm được thành Hưng Hóa (Hueng hwa), nơi hai tướng Dương Quy (Yang Kyu) và Ha Kongchin cùng 3.000 quân Cao Ly trấn giữ. Liêu Thánh Tông phái sứ giả đến trước cổng thành khuyên hàng nhưng Dương Quy đã từ chối. Liêu Thánh Tông nổi giận và đốc thúc quân Liêu tấn công mãnh liệt vào thành. Sau 7 ngày chiến đấu mà không hạ nổi thành, Liêu Thánh Tông chia quân bao vây Hưng Hóa rồi đích thân dẫn đại quân Liêu với hơn 300.000 quân nam hạ. Dương Quy phái Ha Kongchin về kinh đô Khai Thành báo tin quân Liêu nam hạ. Khi đó Dương Quy chỉ còn 700 quân Cao Ly giữ thành Hưng Hóa.
Quân Liêu tiến đến thành Dongju (nay là Sonchon, Triều Tiên) của Cao Ly, nơi Khang Triệu (Gang Jo), Hành dinh đô thống phó sứ Lý Huyễn Vân (Yi Hyon-un) và Binh bộ thị lang Trương Diên Hựu (Jang Yeonu) cùng 300.000 quân Cao Ly đang chờ đợi. Khang Triệu mai phục trên một con đèo hẹp mà quân Liêu chắc chắn sẽ phải vượt qua. Tại đây, Khang Triệu và Lý Huyễn Vân đã trực tiếp dẫn quân tấn công ba cánh quân Liêu với ba cánh quân Cao Ly khi quân Liêu đến. Quân Liêu buộc phải rút lui và 10.000 quân Liêu đã chết trong cuộc phục kích này. Quân Liêu lại tấn công thành Dongju của Cao Ly nhưng phải chịu thất bại nhục nhã với thương vong nặng nề.
Các tướng Liêu là Tiêu Bài Áp và Gia Luật Bồn Nô đã phát động một cuộc tấn công khác vào thành phố Dongju, với mục tiêu chính là bắt sống Khang Triệu. Quân Liêu bị quân Cao Ly đánh bại lần thứ ba và buộc phải rút lui một lần nữa. Trong một nỗ lực cuối cùng, quân Liêu tấn công Dongju một lần nữa, nhưng lần này, Khang Triệu không trực tiếp dàn dựng cuộc tấn công mà thay vào đó chơi cờ vây với một trong những trung úy của mình vì nghĩ rằng chiến thắng là điều hiển nhiên. Cùng lúc đó, tướng quân Liêu là Gia Luật Bồn Nô đã dẫn quân Liêu tấn công và chiếm thành Tam Thủy (삼수; 三水, Samsu) của Cao Ly. Tuy nhiên, sau khi nghe nguồn tin Khang Triệu không hề có biện pháp nào để ngăn cản quân Liêu và một trong những người của Khang Triệu đã kể lại kế hoạch của ông ta cho quân đội nhà Liêu, Gia Luật Bồn Nô đã chỉ huy quân Liêu đã tấn công vào doanh trại của Khang Triệu bên ngoài thành Dongju. Do quân Liêu mở cuộc tấn công bất ngờ, quân Cao Ly trong doanh trại đã bị đánh bại. Cuối cùng 30.000 binh sĩ Cao Ly bên ngoài thành Dongju đã bị giết, hàng trăm ngàn quân Cao Ly bỏ chạy tán loạn và Khang Triệu và Lý Huyễn Vân cùng một thuộc tướng tên là Lô Tiễn (노전, 盧戩) đã bị quân Liêu bắt sống. Trương Diên Hựu (Jang Yeonu) thì dẫn tàn quân Cao Ly của mình chạy về kinh đô Khai Thành thay vì rút về thành Dongju. Thành Dongju còn khoảng vài ngàn lính Cao Ly nhưng vẫn kiên cường phòng thủ trước các cuộc tấn công của quân Liêu.
Khang Triệu và Lý Huyễn Vân bị giải đến trước mặt Liêu Thánh Tông. Liêu Thánh Tông yêu cầu cả hai người phục vụ cho nhà Liêu. Lý Huyễn Vân nhận lời quy hàng nhà Liêu và nói với Liêu Thánh Tông rằng: "Bây giờ thuộc hạ đã tận mắt nhìn thấy mặt trời mới sáng ngời, làm sao còn kiên trì nghĩ đến suối núi xưa?". Còn Khang Triệu đã từ chối đầu hàng vua Liêu Thánh Tông nhưng Liêu Thánh Tông không vội giết ông ta, chỉ giam cầm ông ta lại. Liêu Thánh Tông sau đó cử Lô Tiễn (노전, 盧戩), một tướng Cao Ly bị bắt cùng Khang Triệu, cùng với sắc lệnh giả mạo của Khang Triệu yêu cầu Dương Quy ở thành Hưng Hóa hãy dâng thành quy hàng quân Liêu. Dương Quy từ chối và ông ta nói rằng ông ta chỉ nhận lệnh từ nhà vua Cao Ly chứ không phải từ Khang Triệu. Liêu Thánh Tông sai người đi lan truyền việc Khang Triệu đã bị bắt sống để làm giảm nhuệ khí của thành Dongju và thành Hưng Hóa. Tuy nhiên Dương Quy ở thành Hưng Hóa và vài ngàn quân Cao Ly ở thành Dongju vẫn từ chối đầu hàng quân Liêu.
Liêu Thánh Tông sau đó bỏ qua thành Dongju (khi đó chỉ còn 1.000 quân Cao Ly giữ thành) mà tiến về phía nam, lần lượt đánh chiếm Quách Châu (Gwakju, nay là Chongju, Triều Tiên), Anbukbu, An Nhung (Anyung), Mingju, Sukju và Jaju, sau đó tiến đến thành Seogyeong (nay là Bình Nhưỡng, Triều Tiên).
Khi đó tướng quân Đại Đạo Tú (khi đó đã hơn 70 tuổi, con trai của thái tử Đại Quang Hiển, hậu duệ dời thứ 11 của Đại Dã Bột - đệ của Bột Hải Cao Vương) đã chỉ huy quân Cao Ly phòng thủ thành Seogyeong trước sự tấn công vũ bão của quân Liêu. Đại Đạo Tú lên kế hoạch tấn công quân Liêu gần đó cùng với chỉ huy Cao Ly là Tak Sachong. Tuy nhiên, khi thời cơ đến, Tak Sachong đã không gửi quân Cao Ly đến chi viện khiến cho quân đội của Đại Đạo Tú bị tổn thất và Đại Đạo Tú bị quân Liêu bắt giữ. Thành Seogyeong rơi vào tay quân Liêu. Không rõ kết cục sau này của Đại Đạo Tú. Người con trai của Đại Đạo Tú là Đại Hanh Nhân (대형인, 大亨仁, Dae Hyongin) cùng cháu nội của Đại Đạo Tú là Đại Hồng Duẫn (대홍윤, 大洪允, Dae Hongyun) tiếp tục sinh sống tại Cao Ly. Tak Sachong dẫn đội quân Cao Ly của hắn chạy về kinh đô Khai Thành báo tin.
Quân Liêu nhanh chóng nam hạ tiến đánh đến Hoàng Châu - nơi Thiên Thu Vương thái hậu đang sinh sống. Thiên Thu Vương thái hậu đã lãnh đạo dân quân tại Hoàng Châu đứng lên chống trả lại quân Liêu rất ác liệt. Quân Cao Ly từ Haeju cũng đến Hoàng Châu chi viện cho Thiên Thu Vương thái hậu chống Liêu, nhưng do lực lượng mỏng hơn nên Thiên Thu Vương thái hậu phải rút lui khỏi Hoàng Châu. Quân Liêu chiếm đóng Hoàng Châu rồi tiếp tục nam hạ đánh chiếm Tongju. Sau đó quân Liêu đánh chiếm Pyongju - cửa ngõ của kinh đô Khai Thành.
Tướng Cao Ly là Dương Quy dẫn 700 quân Cao Ly từ thành Hưng Hóa và tập hợp lại với 1.000 tàn quân Cao Ly của Khang Triệu tại thành Dongju. Với đội quân tổng hợp 1.700 người, Dương Quy đã tiến về phía nam đánh bại 6.000 quân Liêu đang đóng tại thành Quách Châu (곽주, 郭州, Gwakju, nay là Chongju, Triều Tiên). Dương Quy đã tái chiếm lại Quách Châu, cắt đứt con đường rút lui của quân Liêu. Dương Quy còn cứu thoát 7.000 tù binh Cao Ly đang bị giam trong thành Quách Châu và di dời họ đến thành Dongju ở phía tây bắc.
Quân Liêu tiếp tục nam hạ, rồi chiếm đóng và đốt cháy kinh đô Khai Thành (Kaesong) của Cao Ly, trong đó Naseong do Lý Tử Lâm xây nên cũng bị quân Liêu phá hủy. Khương Hàm Tán (Gang Gam-chan) đã thúc giục vua Cao Ly Hiển Tông trốn khỏi cung điện Khai Thành (Kaesong), không đầu hàng quân Liêu xâm lược. Cao Ly Hiển Tông làm theo lời khuyên của Khương Hàm Tán và trốn thoát khỏi kinh đô đang bốc cháy. Liêu Thánh Tông dẫn đại quân Liêu liên tục đuổi theo nhằm bắt giữ Cao Ly Hiển Tông. Cao Ly Hiển Tông, Khương Hàm Tán, Trương Diên Hựu, Tak Sachong và Ha Kongchin cùng triều đình Cao Ly phải tản ra đi theo nhiều hướng khác nhau. Trong đó Cao Ly Hiển Tông, Nguyên Trinh Vương hậu Kim thị, Nguyên Hòa Vương hậu Thôi thị đi cùng với Khương Hàm Tán, Trương Diên Hựu.
Quân Liêu do Liêu Thánh Tông chỉ huy tiếp tục truy đuổi xuống tận phía nam và bắt được nhiều nhóm quan lại, tướng sĩ, cung nữ Cao Ly. Thiên Thu Vương thái hậu dẫn quân đội Cao Ly của mình chặn đánh quân Liêu và cứu được nhiều nhóm quan lại, tướng sĩ, cung nữ Cao Ly khỏi tay người Liêu. Sau đó quân Liêu bắt kịp toán quân của Cao Ly Hiển Tông, Khương Hàm Tán và Trương Diên Hựu tại Chungju. May mắn là Thiên Thu Vương thái hậu đã xuất hiện và cứu được Cao Ly Hiển Tông khỏi sự tấn công của người Liêu. Cao Ly Hiển Tông cùng Thiên Thu Vương thái hậu, Nguyên Trinh Vương hậu Kim thị, Nguyên Hòa Vương hậu Thôi thị, Khương Hàm Tán và Trương Diên Hựu di chuyển sâu về phía nam đến tận thành Naju. Bất chấp thất bại này, vua Cao Ly Hiển Tông vẫn giữ được yêu sách của mình đối với sáu thành trì phía đông sông Áp Lục.
Sau nhiều lần từ chối đầu hàng vua Liêu Thánh Tông, cuối cùng Khang Triệu đã bị vua Liêu hạ lệnh chém đầu tại Khai Thành vào ngày 24 tháng 11 âm lịch năm 1010 (tức là ngày 31 tháng 12 dương lịch năm 1010).
Đầu tháng 2 năm 1011, Liêu Thánh Tông lên kế hoạch rút lui khỏi Cao Ly và muốn mang theo những tù Cao Ly giải về nhà Liêu cùng với họ. Dương Quy ở thành Hưng Hóa biết được việc đó thì ra sức tấn công quân Liêu để giải thoát những tù binh Cao Ly đó. Tại Mô Lão Đại (무로대, 無老代, Murodae), quân Cao Ly của Dương Quy đã đánh bại 2.000 quân Liêu và cứu thoát 2.000 tù binh Cao Ly. Sau đó quân Cao Ly của Dương Quy đến Thạch Lãnh (석령, 石嶺, Sŏngnyŏng) và đánh bại 2.500 quân Liêu, rồi cứu thoát được 1.000 tù binh Cao Ly. Tại Dư Lý Trạm (여리참, 余里站, Yŏrich'am), quân Cao Ly của Dương Quy đã giết 1.000 quân Liêu và cứu thoát thêm 1.000 tù binh Cao Ly. Nghe tin con đường rút lui đã bị quân đội Cao Ly của Dương Quy cắt đứt, Liêu Thánh Tông rút quân từ phương nam về Khai Thành.
Cao Ly Hiển Tông hứa sẽ tái khẳng định mối quan hệ triều cống với nhà Liêu với điều kiện quân Liêu phải rút lui. Một cuộc nổi dậy của nhân dân Cao Ly (trong đó có Thiên Thu Vương thái hậu tham gia) đã bắt đầu quấy rối lực lượng quân Liêu của vua Liêu Thánh Tông, Hàn Đức Nhượng, Tiêu Bài Áp và Gia Luật Bồn Nô. Không thể thiết lập được chỗ đứng và tránh các cuộc phản công của quân Cao Ly đã tập hợp lại, quân Liêu của vua Liêu Thánh Tông, Hàn Đức Nhượng, Tiêu Bài Áp và Gia Luật Bồn Nô đã rút lui trong tháng 2 năm 1011 khi không giành được lợi lộc gì to lớn, mặc khác cuộc xâm lược Cao Ly lần này đã khiến cho nhà Liêu lãng phí nguồn tài nguyên quý giá và làm giảm ngân khố quốc gia.
Khi đó quân Cao Ly của Dương Quy đã gặp chỉ huy của Quy Châu (Gwiju) là Kim Thúc Hưng (김숙흥, 金叔興, Kim Suk-hŭng). Cả hai đạo quân Cao Ly nhập lại làm một và bày trận địa mai phục trên con đường rút lui của quân Liêu với mục đích cứu thêm tù binh Cao Ly và giết Liêu Thánh Tông trước khi quân Liêu có thể qua biên giới. Quân Cao Ly của Dương Quy và Kim Thúc Hưng đã cùng nhau tấn công đội tiên phong của nhà Liêu tại Nghệ Điền (애전, 艾田, Aejŏn) vào ngày 5 tháng 3 (tức là ngày 28 tháng 1 âm lịch) năm 1011. Nhiều tù binh Cao Ly tiếp tục được Dương Quy và Kim Thúc Hưng giải cứu khỏi tay quân Liêu. Dương Quy và Kim Thúc Hưng đã cố gắng giết chết Liêu Thánh Tông nhưng không thành công khi các tướng Liêu đã đến giải cứu ông ta. Liêu Thánh Tông vẫn kinh hồn bạt vía dù đã thoát chết trong gang tấc. Quân Liêu thoát khỏi trận địa mai phục đầu tiên và tiếp tục tiến về phía bắc cùng vài tù binh Cao Ly. Quân Cao Ly của Dương Quy và Kim Thúc Hưng thu được nhiều chiến lợi phẩm từ quân Liệu như vũ khí, ngựa và lạc đà thì đưa các tù binh Cao Ly vừa được cứu thoát mang về. Sau đó quân Liêu của Liêu Thánh Tông rơi vào trận địa mai phục thứ hai của Dương Quy và Kim Thúc Hưng cùng ngày 5 tháng 3 đó. Quân Liêu bị rối loạn hàng ngũ, các tù binh Cao Ly đều được cứu thoát hết. Tuy nhiên, quân Cao Ly của Dương Quy và Kim Thúc Hưng bị hết mũi tên và họ bị quân Liêu đánh bại. Dương Quy và Kim Thúc Hưng bị quân Liêu giết chết trong trận chiến. Tổng cộng, quân của Dương Quy đã chiến đấu 7 lần trong một tháng, tiêu diệt 6.500 quân Liêu và cứu thoát tới 30.000 tù binh Cao Ly.
Trên đường về thì Hàn Đức Nhượng mắc bệnh, Liêu Thánh Tông cùng hoàng hậu đích thân đến hầu việc thuốc men cho ông ta. Tuy nhiên Hàn Đức Nhượng đã không qua khỏi, hưởng thọ 71 tuổi. Liêu Thánh Tông phong tặng cho Hàn Đức Nhượng chức Thượng thư lệnh, thụy là Văn Trung (文忠), cấp vật dụng an táng và xây miếu cho ông ta ở bên Càn lăng (lăng mộ của Tiêu thái hậu và Liêu Cảnh Tông). Hàn Đức Nhượng không có con, Liêu Thánh Tông đưa hai người con trai của Gia Luật Long Hữu (耶律隆祐, em trai của Hàn Đức Nhượng, đã được ban quốc tính) là Gia Luật Tông Nghiệp (耶律宗業) và Gia Luật Tông Phạm (耶律宗范) làm người kế tự cho Hàn Đức Nhượng. Sau đó, Cao Ly Hiển Tông, Nguyên Trinh Vương hậu Kim thị, Nguyên Hòa Vương hậu Thôi thị, Khương Hàm Tán, Trương Diên Hựu, Tak Sachong và Ha Kongchin cùng triều đình Cao Ly từ Naju quay về kinh đô Khai Thành.

### Các chiến dịch nhỏ vào các năm 1015, 1016 và 1017
Sau đó, vua Cao Ly Hiển Tông cầu hòa nhưng hoàng đế nhà Liêu là Thánh Tông yêu cầu ông ta phải đích thân đến nhà Liêu triều cống và nhượng lại các khu vực biên giới trọng điểm (6 thành trì phía đông sông Áp Lục) cho nhà Liêu. Triều đình Cao Ly từ chối các yêu cầu của nhà Liêu, dẫn đến một thập kỷ thù địch giữa hai quốc gia. Trong thời gian đó cả hai bên đều củng cố biên giới để chuẩn bị cho chiến tranh.
Riêng bên Cao Ly, Cao Ly Hiển Tông cho xây dựng tiếp công trình Thiên Lý Trường Thành từ thời Cao Ly Thành Tông - đôi khi cũng gọi là Cao Ly Trường Thành, cấu trúc này dài gần 1000 lý, và có chiều cao và rộng khoảng 24 feet. Bức tường nối các thành và được xây dựng dưới thời trị vì của Cao Ly Hiển Tông:
- Nghĩa Châu/Uiju (Hangul: 의주 chữ Hán:義州)
- Uy Viễn/Wiwon (Hangul: 위원 chữ Hán:威遠)
- Hưng Hóa/Heunghwa (Hangul: 흥화 chữ Hán:興化)
- Tĩnh Châu/Jeongju (Hangul: 정주 chữ Hán:靜州)
- Ninh Hải/Yeonghae (Hangul: 영해 chữ Hán:寧海)
- Ninh Đức/Yeongdeok (Hangul: 영덕 chữ Hán:寧德)
- Ninh Sóc/Yeongsak (Hangul: 영삭 chữ Hán:寧朔)
- Định Nhung/Jeong-yung (Hangul: 정융 chữ Hán:定戎)
- Ninh Viễn/Yeong-won (Hangul: 영원 chữ Hán:寧遠)
- Bình Lỗ/Pyeonglo (Hangul: 평로 chữ Hán:平虜)
- Sóc Châu/Sakju (Hangul: 삭주 chữ Hán:朔州)
- Mãnh Châu/Maengju (Hangul: 맹주 chữ Hán:孟州)
- Vân Châu/Unju (Hangul: 운주 chữ Hán:雲州)
- Thanh Tái/Cheongsae (Hangul: 청새 chữ Hán:淸塞)
- An Thủy/Ansu (Hangul: 안수 chữ Hán:安水)
- Vĩnh Hưng/Yeongheung (Hangul: 영흥 chữ Hán:永興)
- Diệu Đức/Yodeok (Hangul: 요덕 chữ Hán:耀德)
- Tĩnh Biên/Jeongbyeon (Hangul: 정변 chữ Hán:靜邊)
- Kết thúc tại Hòa Châu/Hwaju (Hangul: 화주 chữ Hán:和州).

Nhân lúc Cao Ly vừa trải qua cuộc nổi loạn của Choe Chil và Kim Hun, Liêu Thánh Tông đã phái quân Liêu liên tục tấn công vào 6 thành trì phía đông sông Áp Lục của Cao Ly (đời vua Cao Ly Hiển Tông) vào các năm 1015, 1016 và 1017, nhưng không thể đánh chiếm được 6 thành trì này của Cao Ly.

### Chiến dịch năm 1018 - 1019

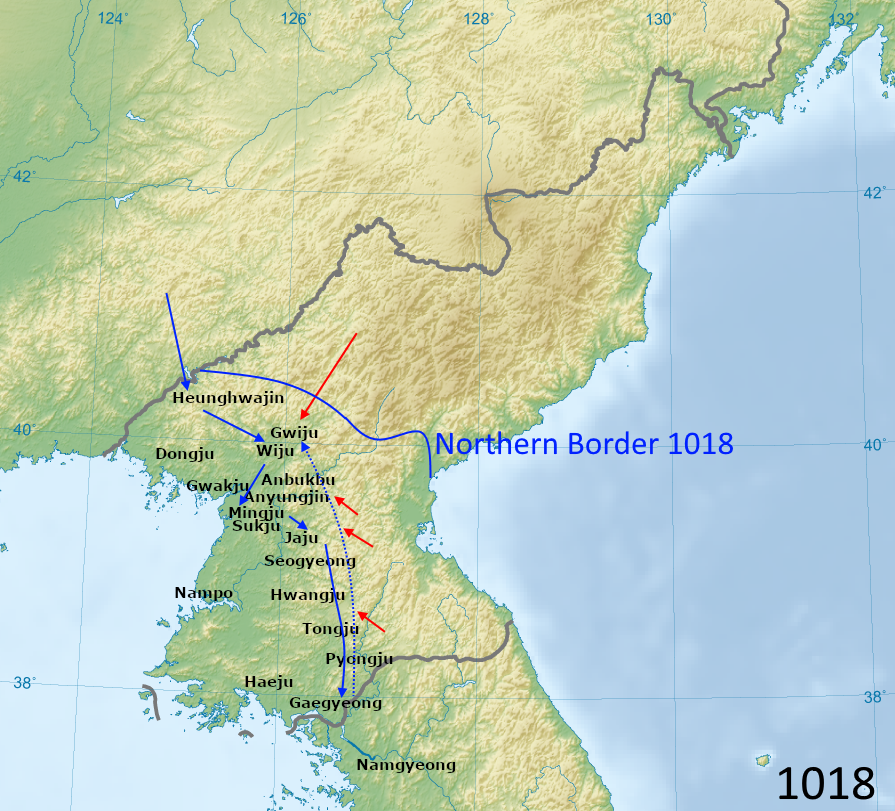
Bản đồ quân đội nhà Liêu (đời vua Liêu Thánh Tông) xâm lược Cao Ly (đời vua Cao Ly Hiển Tông) năm 1018 - 1019.

Từ mùa hè năm 1018, nhà Liêu (đời vua Liêu Thánh Tông) đã xây dựng một cây cầu bắc qua sông Áp Lục để chuẩn bị xâm lược Cao Ly (đời vua Cao Ly Hiển Tông) lần nữa.
Vào tháng 12 năm 1018, 100.000 quân Liêu dưới sự chỉ huy của tướng quân Tiêu Bài Áp đã vượt cầu vào lãnh thổ Cao Ly, nhưng gặp phải một cuộc phục kích của binh lính Cao Ly. Vua Cao Ly Hiển Tông đã nghe tin về cuộc xâm lược nên triệu tập bá quan thương nghị. Lần này, nhiều quan chức thúc giục Cao Ly Hiển Tông bắt đầu đàm phán hòa bình, vì thiệt hại từ cuộc chiến những năm 1010 - 1011 đã là quá lớn, đã khiến Cao Ly khó phục hồi. Tuy nhiên, Khương Hàm Tán (Gang Gam-chan) đã khuyên Cao Ly Hiển Tông nên tuyên chiến với quân Liêu, vì quân địch ít hơn nhiều so với những cuộc xâm lược trước. Sau đó Khương Hàm Tán tình nguyện làm quyền Binh bộ thị lang trong suốt thời gian chiến tranh ở tuổi 71. Cao Ly Hiển Tông kế đó ra lệnh cho quân đội của mình chiến đấu chống lại quân xâm lược nhà Liêu. Tướng quân Khương Hàm Tán (Gang Gam-chan), người không có kinh nghiệm quân sự từ khi còn là quan chức triều đình, đã trở thành chỉ huy của quân đội Cao Ly gồm khoảng 208.000 người (quân Liêu vẫn có lợi thế, thậm chí đông hơn 2 chọi 1, vì quân Liêu hầu hết đều được trang bị, trong khi người Cao Ly thì không), và tiến quân về phía sông Áp Lục. Tướng Kang Minchom đi theo phò tá cho Khương Hàm Tán.
Gần khu định cư Hưng Hóa trấn (Heunghwajin) có một con suối nhỏ ở phía đông. Khương Hàm Tán ra lệnh xây đập ngăn chặn dòng suối cho đến khi quân Liêu bắt đầu vượt qua. Khi đại quân Liêu của Tiêu Bài Áp đi được nửa đường, Khương Hàm Tán ra lệnh phá hủy con đập để nước nhấn chìm phần lớn quân Liêu. Sau đó Khương Hàm Tán cùng Kang Minchom tấn công quân Liêu với 12.000 kỵ binh Cao Ly. Quân Cao Ly đã bất ngờ tấn công quân Liêu, gây tổn thất nặng nề và cắt đứt đường rút lui của quân Liêu. Thiệt hại là rất lớn, nhưng quân Liêu do Tiêu Bài Áp chỉ huy vẫn không từ bỏ chiến dịch của mình bất chấp việc luôn gặp phải những thách thức từ quân Cao Ly phòng thủ và điều kiện mùa đông ở phía tây bắc.
Trong khi đó, cuối năm 1018, Cao Ly Hiển Tông ra lệnh biên soạn Bát vạn đại tạng kinh, gồm 6.000 quyển. Đây là bản khắc quan trọng và đầy đủ nhất về học thuyết Phật giáo trên thế giới và nó còn có giá trị về mặt thẩm mỹ chứng tỏ một trình độ tay nghề cao. Việc khắc này nhằm mục đích cầu mong Đức Phật phù hộ cho Cao Ly thoát nạn xâm lược.
Quân Liêu của Tiêu Bài Áp vượt qua Seogyeong (nay là Bình Nhưỡng, Triều Tiên), tiến đến Hoàng Châu thì bị dân quân Cao Ly do Thiên Thu Vương thái hậu chỉ huy liên tục tập kích, quấy phá suốt ngày đêm. Nhờ quân số vượt trội nên quân Liêu của Tiêu Bài Áp vẫn chiếm được Hoàng Châu. Thiên Thu Vương thái hậu chỉ huy dân quân Cao Ly rút về phía nam. Quân Liêu nam hạ chiếm Tongju rồi tiến tới kinh đô Khai Thành (Kaesong) của Cao Ly nhưng bị đánh bại bởi lực lượng Cao Ly do tướng Khương Hàm Tán chỉ huy.
Khương Hàm Tán và Kang Minchom sau đó đã cắt đứt nguồn cung cấp lương thực cho quân Liêu và cho quân tiến hành quấy rối họ không ngừng. Quân Liêu của Tiêu Bài Áp tiếp tục tiến về kinh đô Khai Thành nhưng gặp phải sự kháng cự gay gắt và các cuộc tấn công liên tục từ quân dân Cao Ly do Thiên Thu Vương thái hậu chỉ huy. Kiệt sức, tướng Liêu là Tiêu Bài Áp nhận ra rằng nhiệm vụ không thể hoàn thành nên quyết định rút lui về phía bắc. Sau khi theo dõi hướng di chuyển của quân Liêu, Khương Hàm Tán biết rằng quân Liêu sẽ rút khỏi cuộc chiến và đi ngang Quy Châu (Gwiju). Do đó Khương Hàm Tán và Kang Minchom đã dàn quân chờ đợi quân Liêu của Tiêu Bài Áp tại pháo đài Quy Châu (Gwiju), nơi ông ta đã chạm trán lớn với quân Liêu đang rút lui vào ngày 10 tháng 3 năm 1019. Nản lòng và đói khát, hơn 90.000 quân Liêu của Tiêu Bài Áp đã bị quân Cao Ly đánh bại. Quân đội Cao Ly (chỉ với khoảng 12.000 quân) của Khương Hàm Tán và Kang Minchom tiêu diệt gần hết 90.000 quân Liêu trong trận Quy Châu này. Nhiều quân Liêu bị quân Cao Ly bắt sau khi đầu hàng dọc theo bờ sông. Chỉ có tướng Tiêu Bài Áp và vài ngàn quân Liêu còn lại may mán sống sót và thoát khỏi thất bại nặng nề ở Quy Châu. Sau đó Tiêu Bài Áp dẫn vài ngàn quân Liêu này chạy về lãnh thổ nhà Liêu (đời vua Liêu Thánh Tông). Cùng với trận Tát Thủy (Salsu) năm 612 của Ất Chi Văn Đức (Eulji Meundeok) và trận Nhàn Sơn đảo (Hansando) năm 1592 của Lý Thuấn Thần (Yi Sunshin), trận Quy Châu (Gwiju) năm 1019 này của Khương Hàm Tán (Gang Gamchan) đã trở thành ba trận thắng vĩ đại nhất trong lịch sử bán đảo Triều Tiên.
Quân Liêu đầu hàng Cao Ly được chia ra các tỉnh Cao Ly và định cư trong các cộng đồng biệt lập và được canh gác. Những tù nhân này được đánh giá cao nhờ kỹ năng săn bắn, giết mổ, lột da và thuộc da. Trong vài thế kỷ tiếp theo, họ phát triển thành tầng lớp Bạch Đinh (백정, 白丁, Baekjeong, nghĩa là "những người bán thịt, những tên đồ tể"), tầng lớp thấp nhất của người dân Cao Ly.
Năm 1020, khi nghe tin Khương Hàm Tán đã giã từ quân đội Cao Ly vì lý do tuổi già, Liêu Thánh Tông đã tập hợp một đội quân Liêu lớn khác để chuẩn bị tiến hành một cuộc xâm lược khác vào Cao Ly (đời vua Cao Ly Hiển Tông).
Tuy nhiên, hiểu được khó khăn để đạt được thắng lợi quyết định, hai nước Liêu và Cao Ly đã ký hiệp ước hòa bình vào năm 1022. Cao Ly và Liêu đạt được thỏa thuận hòa bình qua thương lượng và thiết lập quan hệ bình thường. Nhà Liêu không bao giờ xâm lược Cao Ly nữa trong thời gian Cao Ly Hiển Tông và Liêu Thánh Tông còn cai trị. Cả nhà Liêu và Cao Ly đều bước vào một thời kỳ hòa bình và văn hóa đạt đến đỉnh cao. Các đời vua sau này của nhà Liêu và Cao Ly lại có các cuộc chiến tranh ở biên giới với nhau.

## Bình định Hưng Liêu

Bản đồ Hưng Liêu đế quốc năm 1029

Khoảng năm 1007, hậu duệ trực hệ đời thứ 7 của Bột Hải Cao Vương là Đại Diên Lâm (Dae Yeon-rim) gia nhập quân đội nhà Liêu và được nhà Liêu (đời vua Liêu Thánh Tông) phong tướng quân ở Đông Kinh (nay là Liêu Dương, Liêu Ninh, Trung Quốc) và được giao quản lý các phủ miền Trung của nhà Liêu. Trong khi phục tùng với cương vị một tướng của nhà Liêu, Đại Diên Lâm đã mơ tưởng về việc tái lập hào quang của vương quốc Bột Hải trước đây, và bắt đầu tập hợp những người có nguồn gốc Bột Hải. Một phò mã của Liêu Thánh Tông là Đại Lực Thu (大力秋), một người gốc Bột Hải và là phu quân của Lâm Hải công chúa Gia Luật Trường Thọ - con gái thứ 8 của Liêu Thánh Tông, cũng đi theo Đại Diên Lâm để chuẩn bị nổi dậy chống lại nhà Liêu.
Nhân lúc Liêu Thánh Tông cố gắng tăng thuế đối với những người có nguồn gốc Bột Hải đang sống trong lãnh thổ nhà Liêu, mùa hè năm 1029, Đại Diên Lâm (khi đó đã hơn 40 tuổi) cùng Đại Lực Thu chỉ huy quân dân Bột Hải đánh chiếm thành Đông Kinh (nay là Liêu Dương, Liêu Ninh, Trung Quốc) làm căn cứ chính. Đại Diên Lâm đã bắt và giết chết các thủ lĩnh người Khiết Đan trong thành như ủy viên thu thuế của Hộ bộ, các Binh bộ thị lang của nhà Liêu. Hai công chúa của Liêu Thánh Tông là Nam Dương công chúa Gia Luật Thôi Bát (con gái thứ tư của Liêu Thánh Tông) và Trường Ninh công chúa Gia Luật Dao Ca (con gái thứ năm của Liêu Thánh Tông) cùng các phu quân của họ là Tiêu Hiếu Tiên (phu quân của Gia Luật Thôi Bát) và Tiêu Dương Lục (phu quân của Gia Luật Dao Ca) bị Đại Diên Lâm giam giữ. Sau đó Đại Diên Lâm chia quân cho các tướng đi đánh chiếm 50 châu ở bán đảo Liêu Đông của nhà Liêu (đời vua Liêu Thánh Tông). Cuối cùng Đại Diên Lâm đã lập nên Hưng Liêu đế quốc trong năm 1029 tại bán đảo Liêu Đông, khu vực phía tây của lãnh thổ vương quốc Bột Hải trước đó.
Đại Diên Lâm tự xưng là Thiên Hưng hoàng đế (天興皇帝), đặt quốc hiệu là Hưng Liêu quốc (興遼國, 흥료국), chọn niên hiệu là "Thiên Khánh" (天慶), định đô tại Đông Kinh (nay là Liêu Dương, Liêu Ninh, Trung Quốc). Chính quyền nhà Liêu của Liêu Thánh Tông bị rung chuyển vì Đại Diên Lâm chỉ cần chiếm thêm vài thành trì nữa là có thể đánh chiếm kinh đô Lâm Hoàng (臨潢, nay thuộc Xích Phong, Nội Mông, Trung Quốc) của nhà Liêu.
Thiên Hưng hoàng đế Đại Diên Lâm đã cử một đại sứ đến Cao Ly (đời vua Cao Ly Hiển Tông) để yêu cầu hỗ trợ quân sự. Vua Cao Ly Hiển Tông đã gửi một số quân đội Cao Ly bắc tiến tấn công vào lãnh thổ nhà Liêu. Tuy nhiên quân Liêu do Gia Luật Bộc Nô (Yelu Punu) chỉ huy đã đẩy lùi họ và trục xuất quân đội Cao Ly về nam. Một số quan lại của Cao Ly lại tìm cách đối đầu thêm với nhà Liêu và đã gửi thêm một đạo quân đến chi viện cho Hưng Liêu đế quốc, nhưng đoàn ngoại giao Cao Ly và giới quý tộc, học giả đã yêu cầu vua Cao Ly Hiển Tông phải thận trọng. Vua Cao Ly Hiển Tông sau đó quyết định từ bỏ các hoạt động quân sự chống lại nhà Liêu. Mặc dù vậy, Thiên Hưng hoàng đế Đại Diên Lâm và người Bột Hải vẫn tiếp tục gửi các sứ giả đến Cao Ly để yêu cầu hỗ trợ cho họ chống lại nhà Liêu nhưng đều bị vua Cao Ly Hiển Tông từ chối giúp đỡ. Những người Bột Hải khác đang phục vụ trong quân đội nhà Liêu cũng từ chối gia nhập Hưng Liêu của Thiên Hưng hoàng đế Đại Diên Lâm. Thay vào đó chỉ có một số ít người Nữ Chân gia nhập Hưng Liêu của Đại Diên Lâm. Nhiều người tham gia cuộc nổi dậy của Đại Diên Lâm có lẽ đã nhận ra sự yếu kém của triều đại mới và chạy trốn đến Cao Ly trước khi nó sụp đổ.
Hưng Liêu của Thiên Hưng hoàng đế Đại Diên Lâm đã giành được sự chú ý của nhiều người Bột Hải, liên minh với người Nữ Chân và Cao Ly, và phát triển cho đến năm 1030, khi nhà Liêu (đời vua Liêu Thánh Tông) đã cử một đội quân do Gia Luật Bộc Nô (Yelu Punu) chỉ huy đến chinh phục quốc gia này. Bốn nhóm sứ giả Hưng Liêu được Đại Diên Lâm cử sang Cao Ly cầu viện, trong đó ba nhóm đầu đã đến Cao Ly và về tay trắng, còn nhóm cuối cùng do Lee Kwang Rok dẫn đầu thì mới vừa khởi hành nên chưa đến Cao Ly. Quân đội Hưng Liêu và các đồng minh Nữ Chân và Cao Ly đã bị đánh bại bởi một cuộc tấn công gọng kìm do Gia Luật Bộc Nô chỉ huy. Liên tục bị quân Liêu đánh bại, 50 châu của Hưng Liêu đế quốc ở bán đảo Liêu Đông đều lần lượt rơi vào tay quân Liêu. Hưng Liêu đế quốc của Thiên Hưng hoàng đế Đại Diên Lâm chỉ còn kinh đô Đông Kinh. Quân Liêu của Gia Luật Bộc Nô tiến hành bao vây Đông Kinh. Tức giận, Đại Diên Lâm đem hai công chúa của Liêu Thánh Tông là Nam Dương công chúa Gia Luật Thôi Bát và Trường Ninh công chúa Gia Luật Dao Ca, cùng hai phò mã của Liêu Thánh Tông là Tiêu Hiếu Tiên và Tiêu Dương Lục, lên tường thành rồi cho chém đầu tất cả bọn họ. Quân Liêu của Gia Luật Bộc Nô thấy vậy thì nổi giận, liên tục mở các đợt tấn công vào thành. Quân Hưng Liêu của Thiên Hưng hoàng đế Đại Diên Lâm trong thành Đông Kinh tiếp tục giao tranh kịch liệt với quân Liêu.
Sự sụp đổ của Hưng Liêu đế quốc là một việc rất bi kịch, do một kẻ phản bội tên là Yang Xiangshi, người là phó lãnh đạo của chính Đại Diên Lâm. Khi nhà Liêu xâm lược và cố gắng chinh phục đế quốc, trong tất cả cửa thành của kinh đô Đông Kinh chỉ còn một cửa là đứng vững. Nhưng cửa thành cuối cùng đó cũng đã bị mở từ bên trong bởi Yang Xiangshi. Quân Liêu của Gia Luật Bộc Nô ồ ạt tràn vào Đông Kinh như thác lũ và cuối cùng đã dẫn đến sự sụp đổ của một đế quốc Hưng Liêu ngắn ngủi.
Sau chỉ một năm tồn tại, Hưng Liêu đế quốc của Đại Diên Lâm đã sụp đổ dưới tay chính phó tướng Yang Xiangshi của ông ta. Thiên Hưng hoàng đế Đại Diên Lâm bị nhà Liêu bắt và bị xử tử, hưởng thọ 43 tuổi. Đại Lực Thu (大力秋) có liên quan đến sự biến Đại Diên Lâm nên cũng bị nhà Liêu bắt và bị xử tử dù ông ta có là phò mã của Liêu Thánh Tông. Thê tử của Đại Lực Thu là Lâm Hải công chúa Gia Luật Trường Thọ (con gái thứ 8 của Liêu Thánh Tông) sau này cải giá với Tiêu Cổ (萧古). Lịch sử không còn rõ số phận của các tướng trung thành với Đại Diên Lâm. Giới quý tộc Bột Hải cũ bị nhà Liêu di dời đến gần Kinh đô tối cao của nhà Liêu để dễ kiểm soát trong khi những người Bột Hải khác thì chạy trốn đến Cao Ly. Sau đó, vua Cao Ly Hiển Tông của Cao Ly thấy vậy đã xưng thần nạp cống với người Khiết Đan nhà Liêu.
Đoàn sứ giả cuối cùng của Hưng Liêu đế quốc do Lee Kwang Rok dẫn đầu đã đến Cao Ly sau khi nhà nước Hưng Liêu đế quốc đã bị nhà Liêu phá hủy. Họ đã ở lại Cao Ly thay vì quay trở về. Nhà sử học Alexander Kim coi nhóm này là những người tị nạn Bột Hải chứ không phải thành viên của phái đoàn sứ giả. Alexander Kim tin rằng vào thế kỷ 11, người Bột Hải sống dưới sự cai trị của nhà Liêu bắt đầu coi Cao Ly là một quốc gia thù địch mà người Bột Hải từng không nhận được hỗ trợ đầy đủ.

## Giáo dục và hệ thống khoa cử
Thánh Tông cũng thể chế hóa các kỳ thi tuyển chọn quan lại của nhà nước, được thực hiện vào năm 988, dựa trên các mô hình được sử dụng bởi các triều đại nhà Đường và nhà Tống do người Hán đứng đầu. Mặc dù tầm quan trọng của sự trở lại của hệ thống thi cử, ban đầu nó chỉ mở đường cho một số lượng rất nhỏ, vì ban đầu chỉ có ba đến năm người được trao giải, và con số chỉ tăng lên từ 30 đến 130 ứng viên vượt qua kỳ thi ba năm một lần vào năm 1014.
Hầu hết những người có bằng jinshi thậm chí còn không được bổ nhiệm vào chức vụ, vì quý tộc Khiết Đan có nhiều khả năng được bổ nhiệm hơn. Những người Khiết Đan được bổ nhiệm đã làm như vậy một cách đặc biệt thông qua sự bảo trợ, vì họ bị cấm tham gia các kỳ thi một cách rõ ràng.

## Truyền bá Phật Giáo
Thánh Tông bắt đầu tích cực bảo trợ Phật giáo, xây dựng lại các ngôi chùa như là Tu viện Niềm vui độc cư (Monastery of Solitary Joy). Trong vòng một thế kỷ trị vì của ông, ước tính có khoảng 10% dân số Liêu là tăng ni hoặc tu sĩ Phật giáo, mặc dù con số này có thể đã được phóng đại. Trong khi người Khiết Đan không kết hợp Phật giáo với người nhà Tống vì nó được coi là một tôn giáo của người Duy Ngô Nhĩ và do đó không phải là tôn giáo của người nhà Tống, những người mà họ coi là thấp kém, điều không rõ ràng là mức độ mà Phật giáo thâm nhập vào dân cư Khiết Đan, vì phần lớn các đền thờ Phật giáo nằm ở phần phía nam của các lãnh thổ Liêu là nơi phần lớn dân số người Hán ít vận động cư trú. Có bằng chứng cho thấy người dân Khiết Đan duy trì hệ thống tín ngưỡng linh vật cùng với các nghi lễ của họ.

## Đổi mới
Dưới thời cai trị của Thánh Tông, triều đại Liêu đã tiến hành cải cách phong kiến, thúc đẩy nền kinh tế. Trước đó, triều đại Liêu phụ thuộc vào sự mở rộng lãnh thổ, chế độ nô lệ và nạn trộm cắp. Dưới sự cai trị của Thánh Tông hầu hết nô lệ đều được giải phóng, trở thành thành viên bình thường của xã hội. Các bộ phận quan trọng nhất của nền kinh tế từ đó trở đi là chăn nuôi, đặc biệt là chăn nuôi ngựa và cừu, cũng như nông nghiệp và đánh cá. Dưới thời trị vì của Thánh Tông, nhà Liêu được hưởng thái bình và thịnh vượng, vì vậy người ta ca ngợi rằng triều đại của Thánh Tông là một thời kỳ hoàng kim của triều đại nhà Liêu.

## Qua đời
Mẹ của con trai trưởng của ông là Tiêu Nậu Cân - đối thủ lâu năm của Tiêu Bồ Tát Ca, hoàng hậu thứ hai của ông và là cháu gái của Tiêu Thái hậu. Mặc dù có cùng họ Tiêu nhưng Tiêu Bồ Tát Ca không có quan hệ họ hàng với Tiêu Nậu Cân. Sau khi Tiêu Nậu Cân sinh ra Gia Luật Tông Chân với tư cách là cung nữ vào ngày 3 tháng 4 năm 1016, Tiêu Bồ Tát Ca được Liêu Thánh Tông giao việc nuôi dạy đứa trẻ. Tiêu Bồ Tát Ca từng sinh hai con trai nhưng đều bị chết yểu nên đã nuôi dạy Gia Luật Tông Chân như con của mình. Điều này khiến cho Tiêu Bồ Tát Ca nhận được sự tôn trọng của Liêu Thánh Tông. Vì ghen tị, Tiêu Nậu Cân thậm chí còn theo dõi Tiêu Bồ Tát Ca nhiều lần khi Gia Luật Tông Chân vẫn còn là hoàng tử. Năm 1021, Liêu Thánh Tông đã lập Gia Luật Tông Chân làm hoàng thái tử để sau này kế vị mình.
Trước khi qua đời vào năm 1031, trên giường bệnh, Liêu Thánh Tông đã phong cho Tiêu Nậu Cân danh hiệu Nguyên phi (元妃) có nghĩa là Phi chính thức. Liêu Thánh Tông bảo bà hãy che giấu sự oán giận của mình đối với Tiêu Bồ Tát Ca vì Tiêu Bồ Tát Ca đã nuôi dạy Gia Luật Tông Chân khi còn nhỏ. Liêu Thánh Tông băng hà vào ngày 25 tháng 6 năm Thái Bình thứ 10 (1031). Hoàng tộc chọn miếu hiệu cho ông là Thánh Tông (聖宗),Thụy hiệu Văn Vũ Đại Hiếu Tuyên hoàng đế (文武大孝宣皇帝). Ông hưởng thọ 59 tuổi và được an táng tại lăng Vĩnh Khánh (永慶陵), con ông là hoàng thái tử Gia Luật Tông Chân lên kế vị ngôi vua của nhà Liêu cùng ngày 25 tháng 6 năm 1031.

## Gia quyến

### Thê thiếp

#### Hoàng hậu
- Tiêu thị , nguyên là Hoàng hậu đầu tiên , sau bị phế truất thành Phi vì tính tình ác độc.
- Tiêu Bồ Tát Ca (983-1032) , Hoàng hậu thứ hai , tấn phong ngày 15 tháng 5 năm Thông Hà thứ 19 (1001) , sinh hai con trai chết yểu , nhận nuôi Hưng Tông , bị Hoàng hậu Tiêu Nậu Cân (萧耨斤) hại chết trong chuyến đi săn vào mùa xuân của Hưng Tông. Năm 1052 truy thụy Nhân Đức Hoàng hậu.
- Tiêu Nậu Cân (蕭耨斤, ?-1057) , nhập cung làm cung nữ , sinh hai gái hai trai bao gồm Liêu Hưng Tông. Hưng Tông đăng cơ , được tôn làm Thái hậu , năm 1034 bàn bạc quyền thần muốn tấn lập con út làm Hoàng đế , Hưng Tông băng không mảy may đau buồn. Năm 1054 được dâng tôn hiệu Nhân Tư Thánh Thiện Khâm Hiếu Khoát Đức An Tĩnh Trinh Thuần Ý Hòa Khoan Hậu Sùng Giác Nghi Thiền Hoàng hậu (仁慈聖善欽孝廣德安靜貞純懿和寬厚崇覺儀天皇太后) , hay Khâm Ai Hoàng hậu.

#### Phi tần
- Tiêu Quý phi , trưởng nữ của Tiêu Bài Áp (萧排押) , sinh được hai gái một trai. Năm 985 nhập cung , năm 991 sách phong Quý phi , hai năm sau qua đời.
- Tiêu thị (?-1017) , nguyên vị Đức phi , ban tử năm Khai Thái thứ sáu (1017).
- Khương Thục nghi
- Cảnh Thục nghi , sinh lục tử
- Mã Lệ nghi
- Bạch Chiêu nghi , nguyên là Thượng tẩm (尚寢) , nghi là cùng một người với Mã Lệ nghi
- Lý Thuận nghi , nguyên là Thượng phục (尚服)
- Nghệ Phương nghi , nguyên là Thượng công (尚功)
- Tôn Hòa nghi , nguyên là Thượng thư (尚书)
- Bộc Ngôi thị
- Tiêu thị , con gái của thúc phụ Thánh Tông
- Tiêu thị , sinh lục nữ
- Mã thị , sinh thất nữ
- Bạch thị , sinh bốn con gái
- Lý thị , sinh thập tam nữ
- Nghệ thị , sinh thập tứ nữ
- Lý Phương nghi (?) , con gái của Nam Đường Nguyên Tông , tính xác thực chưa rõ.

### Con cái

#### Hoàng tử
- Gia Luật Phật Bảo Nô (989-?) , trưởng tử , có thể là chết yểu nên không được tính thứ tự , không rõ mẹ.
- Hai con trai chết yểu của Nhân Đức Hoàng hậu.
- Liêu Hưng Tông , trưởng tử trên danh nghĩa mẹ là Khâm Ai Hoàng hậu.
- Gia Luật Chúc Tư (耶律属思 , 1017-?) , không rõ mẹ , được Thánh Tông ân xá , ngoài ra không có ghi chép.
- Gia Luật Trọng Nguyên (1021-1063) , nhị tử , còn được gọi là Bột Cát Chỉ (孛吉只) , mẹ là Khâm Ai Hoàng hậu , tiến hành nổi dậy chống lại cháu mình là Liêu Đạo Tông vào năm 1063 nhưng thất bại , sau đó chạy trốn đến sa mạc rồi tự sát.
- Tam tử , Gia Luật Tôn Giản , không rõ mẹ
- Tứ tử , Gia Luật Tôn Huấn , mẹ là Bộc Ngôi thị.
- Ngũ tử , Gia Luật Tôn Vĩ , mẹ là Bộc Ngôi thị.
- Lục tử , Gia Luật Tôn Nguyện (1018/1019 -?) , mẹ là Cảnh Thục nghi.

#### Con gái
- Trưởng nữ, Gia Luật Yên Ca, mẹ là Tiêu Quý phi. Sơ phong Tùy quốc công chúa rồi Tần quốc công chúa rồi Lương quốc công chúa. Hạ giá Tiêu Thiệu Tôn (萧绍宗) , sinh năm trai sáu gái, trong đó con gái lớn là Tiêu Tam Thiến Hoàng hậu của Liêu Hưng Tông.
- Nhị nữ, Gia Luật Nham Mẫu (耶律岩母), mẹ là Tiêu Nậu Cân Hoàng hậu. Sơ phong Ngụy quốc công chúa rồi Tần quốc Trưởng công chúa.
- Tam nữ, Gia Luật Sáo Cổ (耶律槊古), mẹ là Tiêu Nậu Cân Hoàng hậu. Sơ phong Việt quốc công chúa, Tấn quốc công chúa rồi Thục quốc Trưởng công chúa. Hạ giá Tiêu Hiếu Trung (蕭孝忠) , có con gái là Tuyên Ý Hoàng hậu của Liêu Đạo Tông.
- Tứ nữ, Gia Luật Thôi Bát (?-1030) , mẹ là Tiêu thị. Phong hiệu Nam Dương công chúa, hạ giá Tiêu Hiếu Tiên (萧孝先). Đại Diên Lâm, hậu duệ đời thứ 7 của Bột Hải Cao Vương nổi dậy, tự xưng là Thiên Hưng hoàng đế, công chúa và phu quân bị giết.
- Ngũ nữ, Gia Luật Dao Ca (?-1030), mẹ là Tiêu thị. Phong hiệu Trường Ninh công chúa, hạ giá Tiêu Dương Lục (萧杨六). Đại Diên Lâm, hậu duệ đời thứ 7 của Bột Hải Cao Vương nổi dậy, tự xưng là Thiên Hưng hoàng đế, công chúa và phu quân bị giết.
- Lục nữ, Gia Luật Điền Nặc, mẹ là Tiêu thị. Phong hiệu Bình Nguyên quận chúa rồi Kinh quốc công chúa, hạ giá Tiêu Song Cổ (萧双古) , con trai của Tiêu Đồ Ngọc (萧图玉),
- Thất nữ , Gia Luật Cưu Ca, mẹ là Mã thị. Phong hiệu Tầm Dương công chúa, hạ gia Tiêu Liên (萧琏).
- Bát nữ, Gia Luật Trường Thọ, mẹ là Thái thị. Phong hiệu Lâm Hải quận chúa rồi Lâm Hải công chúa , ban đầu hạ giá Đại Lực Thu (大力秋), một người gốc Bột Hải như Đại Diên Lâm, sau do Đại Lực Thu liên quan đến sự biến Đại Diên Lâm nổi dậy nên bị giết, công chúa cải giá với Tiêu Cổ (萧古).
- Cửu nữ, Gia Luật Thập Ca, mẹ là Bạch thị. Phong hiệu Tam Hà quận chúa rồi Tam Hà công chúa, hạ giá Tiêu Cao Cửu (萧高九).
- Thập nữ,  Gia Luật Bát Kha, mẹ là Bạch thị. Phong hiệu Đồng Xương huyện chúa rồi Đồng Xương công chúa, hạ giá Lưu Tam Hỗ (刘三嘏) , con trai Lưu Thận Hành (刘慎行). Lưu Tam Hỗ sống với công chúa không hòa hợp đã trốn sang nhà Tống vào thời Tống Chân Tông, song bị nhà Tống đuổi về. Lưu Tam Hỗ bị cầm tù rồi bị xử tử.
- Thập nhất nữ, Gia Luật Bài Thất, mẹ là Bạch thị. Phong hiệu Nhân Thọ huyện chúa rồi Nhân Thọ công chúa, hạ giá Lưu Tứ Đoan (劉四端).
- Thập nhị nữ, Gia Luật Thái Ca, mẹ là Bạch thị. Hạ giá Tiêu Hốt Liệt (萧忽烈), không rõ phong hiệu.
- Thập tam nữ, Gia Luật Trại Ca, mẹ là Lý thị. Phong hiệu Kim Hương quận chúa rồi Kim Hương công chúa, hạ giá Tiêu Đồ Ngọc (萧图玉). Tháng hai năm Khai Thái thứ sáu (1017) , công chúa đánh chết cung nữ vô tội, bị Liêu Thánh Tông giáng làm Quận chúa, bị giam lỏng tới chết.
- Thập tứ nữ, Gia Luật Hưng Ca, mẹ là Nghệ thị. Hạ giá Tiêu Vương Lục (萧王六), chỉ huy quân đội Nam Kinh, không rõ phong hiệu.

## Trong văn hóa đại chúng
- Được đóng bởi Jang Dong-jik và Oh Gun-woo trong bộ phim truyền hình Hàn Quốc KBS2 năm 2009 Empress Cheonchu.
- Được đóng bởi Chen Hao, Cary Ye và Leo Pei thể hiện trong bộ phim truyền hình Trung Quốc năm 2020 Yến Vân Đài.
- Được đóng bởi Kim Hyuk trong bộ phim truyền hình Hàn Quốc KBS2 (2023~2024) Korea-Khitan War.